# Doraemon
Doraemon (ドラえもん?) es un manga escrito e ilustrado por Fujiko F. Fujio, seudónimo de Hiroshi Fujimoto. Fue publicado en Japón desde diciembre de 1969 hasta abril de 1996 en diversas revistas de la editorial Shogakukan. La serie describe las aventuras de un robot azul con forma de gato y sin orejas llamado Doraemon, que viajó en el tiempo desde el siglo xxii para cuidar a un niño llamado Nobita en su día a día y así mejorar su futuro.
El manga tuvo un total de 1345 historietas impresas de corta, mediana y larga duración, de las cuales 821 historias cortas fueron seleccionadas por el mismo Fujimoto para ser compiladas en 45 volúmenes tankōbon. Tres años después de empezar la serialización, fue adaptado a una serie de anime producida por Nippon TV Dōga y cuyos 26 episodios fueron estrenados por Nippon TV entre abril y septiembre de 1973. Otras dos adaptaciones posteriores y de mayor longevidad fueron producidas por Shin-Ei Animation y estrenadas por TV Asahi.
Desde 1980, la obra también ha dado lugar a la producción de largometrajes animados anuales y múltiples videojuegos para variedades de consolas, así como la comercialización de otros tipos de mercancías.
Tanto el anime como el manga de Doraemon alcanzaron un gran éxito dentro y fuera de Japón. Antes de publicarse el volumen 45 del manga en 1996, ya había alcanzado los 100 millones de copias vendidas en Japón. En 2015, el manga registró 100 millones de copias vendidas en todo el mundo. En 1981, Doraemon fue galardonado con el Premio Shōgakukan en la categoría kodomo, mientras que en 1997 recibió el Grand Prize del Premio Cultural Tezuka Osamu. En 2006, con motivo del décimo aniversario de la Japan Media Arts Festival, se realizó una encuesta a ochenta mil personas sobre los 10 mejores mangas de todos los tiempos, y Doraemon se colocó en la quinta posición. En un ranking de 2005 publicado por TV Asahi sobre los cien animes más populares, Doraemon ocupó el puesto cinco. En marzo de 2008, el Ministerio de Asuntos Exteriores de Japón nombró a Doraemon como «embajador del anime» con la finalidad de ayudar a las personas de otros países a comprender mejor el anime y profundizar su interés en la cultura de Japón.

## Argumento
La historia comienza con un estudiante de escuela primaria llamado Nobita Nobi, que descansa en su habitación durante el año nuevo. De repente, una voz que parece venir de la nada advierte a Nobita sobre dos eventos que lo afectarán en los próximos minutos: el primero es que quedará colgado de un árbol y el segundo, que se tostará, en ese orden. Nobita toma tal predicción con mucho escepticismo hasta que un extraño ser de color azul aparece desde el cajón del escritorio, pero Nobita lo confunde por un perro mapache que se delata a sí mismo como el mensajero del futuro mientras menciona que a Nobita le espera un terrible futuro, se come los bocadillos de Nobita y se retira del lugar desde donde ingresó. Momentos después, un joven de apariencia similar a Nobita aparece desde el mismo cajón del escritorio, pero Nobita está muy confundido y sin conocer todavía los detalles hasta que regresa el antes erróneamente denominado perro mapache. Ambos desconocidos se presentan como Sewashi Nobi y Doraemon, tataranieto de Nobita y un robot con forma de gato, respectivamente, y viajaron en el tiempo desde el siglo xxii para hablar con Nobita. Según Sewashi, Nobita padeció de mucha mala suerte incluso después de ser adulto y como presunta evidencia, Doraemon muestra un álbum con fotos de Nobita como adulto. No obstante, Nobita sigue sin creer lo que ocurre hasta el punto de enfurecerse y ahuyentando a Sewashi y Doraemon de su habitación.
Más tarde, Nobita es llamado desde fuera de su casa por Shizuka Minamoto pidiendo que le regrese el hane que cayó en el tejado mientras estaba jugando Hanetsuki con Jaiko Goda. Nobita intenta recuperar el hane, pero pierde el equilibrio y cae hacia un árbol del cual queda colgado en una rama, cumpliéndose así la primera profecía, para el asombro de Nobita. Luego, Shizuka lo invita a jugar Hanetsuki pero Jaiko no está de acuerdo porque sabe que perderá de todas formas, lo que enoja a Nobita y decide jugar con Jaiko pero pierde y paga la penitencia de ser pintado en la cara. Molesto por los resultados y los comentarios de Jaiko, Nobita se enfada con ella y regresa a su casa para lavarse en el baño, pero se resbala por pisar una barra de jabón que estaba en el piso y cae esta vez en la tina llena de agua. Posteriormente, Nobita está secándose en su habitación con un calentador, lo que él asocia a estar tostado, cumpliéndose así la segunda profecía. Nobita revisa una vez más el álbum de fotos de su futuro, pero queda devastado por los sucesos. Sewashi regresa y explica que, debido a sus altas deudas impagas, estas continuaron afectando incluso a sus descendientes y condenándolos a malas condiciones de vida; sin embargo, menciona que puede cambiar su destino y para asegurarse de que ocurra, envía a Doraemon para que lo cuide y ayude. Finalmente, Nobita acepta recibir a Doraemon como su amigo y mentor. Desde entonces, el día a día de Doraemon consiste en que Nobita supere sus deficiencias y otras dificultades, junto al uso de los Himitsu Dōgu, artefactos provenientes del futuro que están almacenados en el Yon-jigen Poketto adherido a su barriga.

### Diferencias entre formatos
Aunque Doraemon tiene un comienzo, no sigue una historia lineal, es atemporal y carece de un final definitivo. Esto dio libertad al equipo del anime en la producción de remakes a historias previamente adaptadas y en la creación de otras para no depender siempre del manga, en especial durante sus primeros años, cuando la cantidad disponible de historias y su duración en hojas era muy limitada. Por lo general, todos los conflictos se resuelven en una misma historia y la mayoría siguen un patrón similar. Debido a esto y posterior a la introducción de Doraemon, las historias cortas del manga recopiladas en diversas colecciones son distribuidas en orden distinto al de su publicación original en las revistas de Shogakukan y varias historias suelen quedar excluidas de las recopilaciones.
Por otro lado, en tres ocasiones Fujimoto escribió historias que dieran final a la obra, debido su serialización en revistas cuyo público específico iba cambiando en cada año escolar. El primer y el segundo intento de final se publicaron por Shōgaku Yon'nensei en el número de marzo de 1971 y número de marzo de 1972, respectivamente, mientras que el tercero se publicó por Shōgaku San'nensei en el número de marzo de 1974. Los dos primeros inicialmente no tuvieron título y tampoco fueron recopilados en los 45 tankōbon, mientras que el tercero, titulado originalmente Mirai no Sekai Ekaeru (みらいの世界へ帰る?  lit. «De regreso al mundo del futuro»), se incluyó en el sexto tankōbon publicado el 25 de diciembre de 1974 y se ubicó como la última historieta de dicho tomo, pero con el título de Sayōnara, Doraemon (さようなら、ドラえもん?  lit. «Adiós, Doraemon»). En el número de abril de 1974 de la revista Shōgaku Yon'nensei se publicó Kaettekita Doraemon (帰ってきたドラえもん?  lit. «Doraemon está de regreso»), que posteriormente se recopiló en el séptimo tankōbon publicado el 2 de mayo de 1975, como una continuación de los sucesos de la última historia del sexto tankōbon. Los dos finales excluidos de los tankōbon formaron parte del primer volumen de Fujiko•F•Fujio Dai Zenshū, publicado el 24 de julio de 2009 bajo los títulos de Doraemon mirai ekaeru (ドラえもん未来へ帰る?  lit. «Doraemon regresa al futuro») y Doraemon gainaku nacchau (ドラえもんがいなくなっちゃう！？?  lit. «¿¡Doraemon se ha ido!?»), respectivamente; mientras que el tercer final fue incluido en el quinto volumen, publicado el 25 de enero de 2010. En junio de 1993, en una entrevista para la revista YOM perteneciente a la editorial Iwanami Shoten, Fujimoto mencionó que tuvo la intención de terminar la obra con Sayōnara, Doraemon después de casi cinco años de serialización debido a que las series publicadas en revistas escolares duran aproximadamente dos años, pero el departamento editorial decidió su continuación.
Respecto a la serie de anime, las adaptaciones producidas por Shin-Ei Animation inician con una historia diferente en cada serie y teniendo a Doraemon totalmente integrado en la casa de la familia Nobi. En la serie de 1979, su primera historia es Yume no machi Nobitarando (ゆめの町ノビタランド?  lit. «Pueblo de ensueño, Nobitalandia»); mientras que, Benkyō Beya no Tsuribori (勉強べやの釣り堀?  lit. «Pescando en mi habitación») es la primera historia de la serie de 2005. En la serie de 1973 producida por Nippon TV Dōga, se adaptó el inicio del manga y el segundo final publicado en el número de marzo de 1972 de la revista Shōgaku Yon'nensei, al mismo tiempo que el manga seguía en serialización. En cuanto a Mirai no Kuni Kara Harubaruto (未来の国からはるばると?  lit. «Todos los caminos hacia el mundo del futuro») —sexta versión de la introducción de Doraemon en el manga— del número de enero de 1970 de la revista Shōgaku Yon'nensei y posteriormente recopilado como la primera historia del primer tankōbon publicado el 31 de julio de 1974, fue adaptado dos veces en la serie de 1979 y una sola vez en la serie de 2005. En todos los casos, sus estrenos en televisión fueron mucho tiempo después de empezar la respectiva serie de turno. La primera adaptación fue la tercera parte de un episodio especial titulado Doraemon no Bikkuri zen Hyakka (ドラえもんのびっくり全百科?  lit. «La enciclopedia sorpresa de Doraemon») estrenado el 2 de enero de 1980; la segunda adaptación estrenada el 31 de diciembre de 2002, es una versión de la primera versión pero con diferencias respecto a cómo sucede las predicciones de Doraemon y cuando Nobita se encuentra con Shizuka y Jaiko en la calle. Finalmente, la tercera versión correspondiente a la serie de 2005 y estrenada el 21 de abril de 2006, es un flashback que es parte de una trama exclusiva del anime y sus diferencias respecto al manga son menores.

### Relaciones con otras series
Pese la ausencia de continuidad en las historias de Doraemon, Fujiko F. Fujio estableció que sus otras series como Perman, Esper Mami, Obake no Q-Tarō, Umeboshi Denka y 21 Emon ocurren en un mismo universo, pero cronológicamente en tiempos distintos y la mayoría de estas apariciones entre series son a modo de cameo o parodia. La idol Sumire Hoshino (cuyo alter ego es Perman #3, Pako o Parko) aparece en algunas historias de Doraemon pero como una joven de más edad y hace referencias de su amigo Mitsuo Suwa (Perman #1 o el Hombre Par), del que se despide en el último capítulo del manga de Perman cuando ambos todavía son niños. En una historia en la que Takeshi y Suneo usan un artilugio de Doraemon que simula una pista de aeropuerto donde puede aterrizar cualquier cosa que esté volando cerca, casi uno de tras del otro descienden Q-Taro, Tarō Kaibutsu, Umeboshi Sidenka y Esper Asami. En otra historia, en la que Nobita huye de casa y llega a un viejo hotel que no tiene clientes, un antepasado de 21 Emon aparece al final como el hijo del propietario del negocio.

## Aspectos de la serie

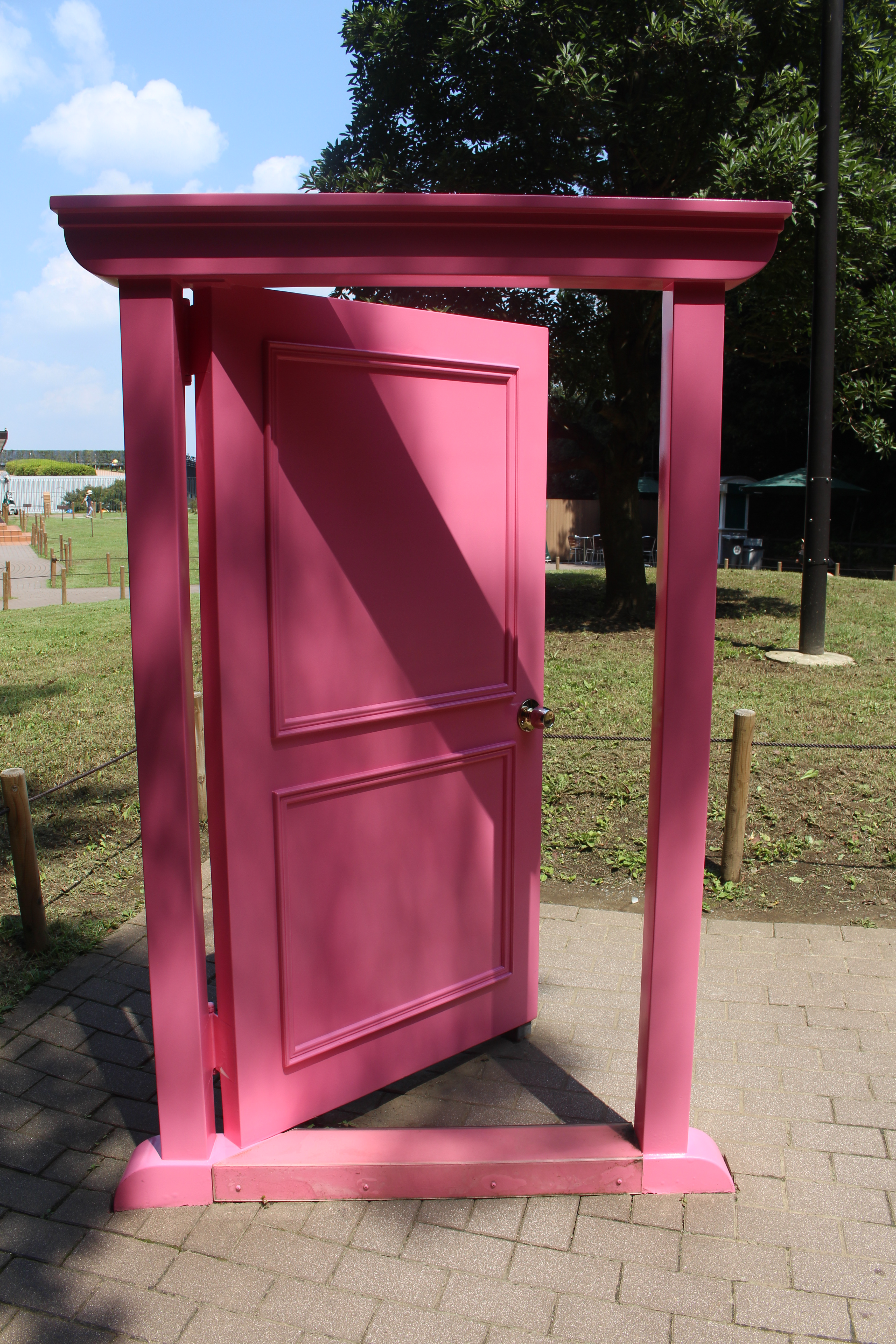
Réplica de la Dokodemodoa («La puerta mágica» o «La puerta a cualquier lugar» en español) en el Museo de Fujiko F. Fujio

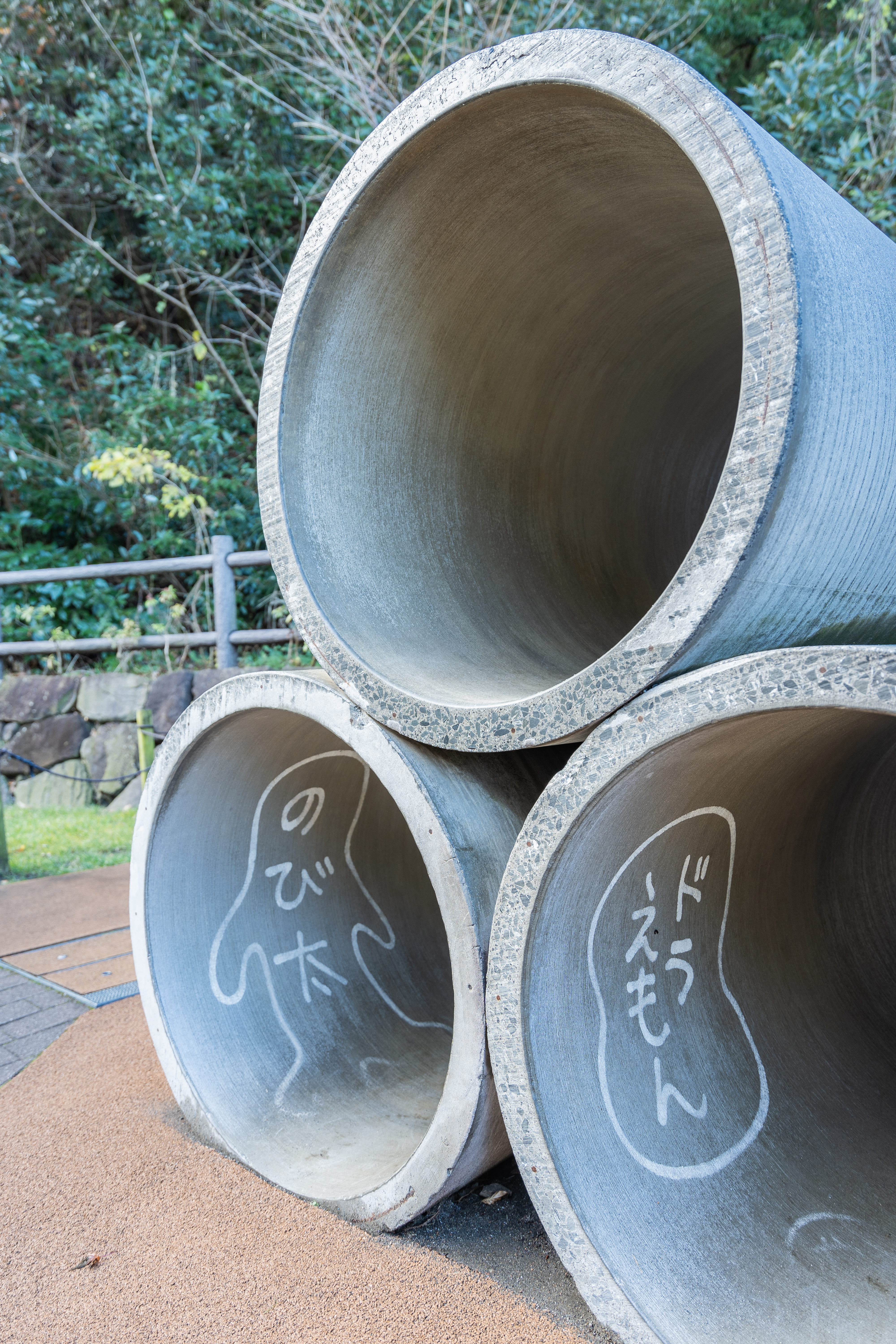
Réplica de los tubos de hormigón hallados en Akichi

Doraemon está ambientado en un barrio ficticio llamado Tsukimidai Susukigahara (月見台すすきヶ原?), en el distrito de Nerima, ubicado en los suburbios de Tokio. La elección del nombre se inspiró en Fujimidai, el área donde vivía y trabajaba Osamu Tezuka, mangaka que era una inspiración para el creador de Doraemon. En el distrito hay un gran río llamado Tanagawa (多奈川?). El escenario también está influenciado por la ciudad de Takaoka, prefectura de Toyama, donde el autor pasó su infancia. A pesar de formar parte de Tokio, las montañas que rodean al distrito y los terrenos vacíos aún están sin desarrollar, lo que es considerado como un patio de juegos para los personajes principales. Aunque su universo parece inmutable, hay elementos que representan, desde el pensamiento del autor, un entorno sujeto a cambios y evolución, como los materiales de construcción colocados en Akichi (空き地?  lit. «lote baldío»); un terreno abierto donde yacen tres tubos de hormigón apilados en pirámide y que es frecuentado por los personajes. Fujimoto, durante el transcurso de la publicación de Doraemon, también realizó numerosos cambios en los lugares y objetos presentes en la obra, con el objetivo de mostrar una realidad más actualizada para los lectores.
Aunque la ciencia ficción es uno de los componentes de la serie, este elemento ocurre en entornos muy ordinarios y cotidianos; tal temática es acuñada por Fujimoto como Sukoshi Fushigi (すこし・不思議?  lit. «Un poco extraño», abreviado como SF). Los Himitsu Dōgu (ひみつ道具?  lit. «herramienta secreta») son aparatos futuristas suministrados por Doraemon; sirven para ayudar a los demás personajes y son elementos de una presencia tan constante que han sido definidos como esenciales e insignia para la obra. Entre los más recurrentes se encuentran el Take Koputā (タケコプター?  lit. «Bambúcoptero»), una hélice de bambú que colocada en la cabeza permite volar al usuario; Taimu Mashin (タイムマシン?  lit. «Máquina del tiempo»), utilizado por los personajes para realizar viajes en el tiempo; y Dokodemodoa (どこでもドア?  lit. «Puerta a cualquier lugar»), que permite al usuario acceder a cualquier parte del mundo con solo pensarlo. En general, los Dōgu se caracterizan por ser fiables y fácilmente transportables, así como por su uso sencillo e intuitivo. Fujimoto insertó los Dōgu tratando de reflejar una visión tendencialmente optimista de la relación entre el hombre y la tecnología. Por analogía, intentó representar a Nobita como el hombre que conoce la tecnología, que confía en ella y que lleva a cabo numerosos experimentos para encontrar soluciones óptimas. A través de los Dōgu, el autor expresó algunos de los principales deseos de la sociedad contemporánea. En una entrevista a Fujimoto, cuando se le preguntó cuántos Dōgu existen en Doraemon, el número era 1293; pero según una investigación de 2004 por el profesor Yasuyuki Yokoyama de la Universidad de Toyama, el número de Dōgu en Doraemon que aparecieron durante sus 1345 historias en el manga son 1963.

## Personajes

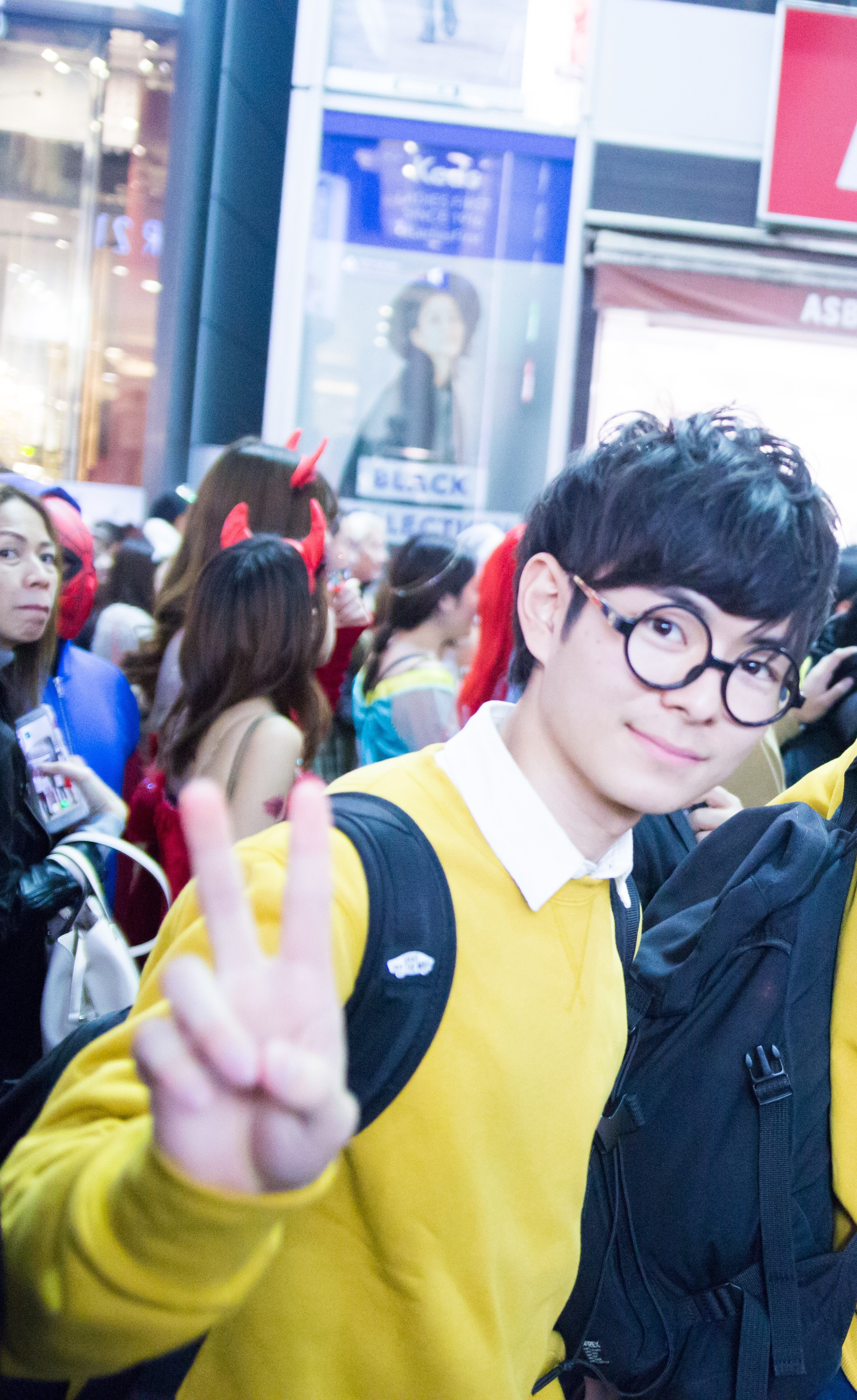
Cosplayer de Nobita Nobi

Doraemon presenta un pequeño grupo de personajes, cada uno con sus propios rasgos de peculiaridad. Aunque muchas de las historias se presentan desde el punto de vista de Nobita y relativamente pocas se extraen desde el punto de vista de Doraemon, el autor ha afirmado que el personaje principal de la historia es Doraemon y que Nobita es el personaje principal adjunto.
- Doraemon (ドラえもん?) —el principal protagonista y que da nombre a la serie— es un robot con forma de gato ensamblado con tecnología del siglo xxii y capaz de sentir emociones como cualquier ser humano. Viajó en el tiempo al presente por petición de Sewashi Nobi para cuidar a su tatarabuelo, Nobita Nobi, con la finalidad de cambiar las condiciones de vida de este último y sus descendientes. Doraemon lleva consigo el Yon-jigen Poketto (四次元ポケット?  lit. «bolsillo de cuarta dimensión») que tiene almacenado toda clase de artilugios provenientes del siglo xxii que usa para ayudar a Nobita y el resto de personajes. Tiene fobia a los ratones, debido a un acontecimiento ocurrido tiempo antes de viajar al pasado y por el que perdió sus orejas. Fabricado el 3 de septiembre de 2112.[77][75][78][79]

- Nobita Nobi (野比 のび太 Nobi Nobita?) es un estudiante de escuela primaria, de once o doce años. Es amable pero bastante ingenuo, perezoso y torpe. Tiene muy bajo rendimiento académico y atlético y una continua mala suerte. Cada vez que está en dificultades, acude a Doraemon para intentar solucionarlos, aunque generalmente termina metido en más problemas. Tiene sentimientos románticos por su amiga Shizuka Minamoto y siempre trata de llamar su atención. Su cumpleaños es el 7 de agosto.[80][75][78][79]

- Shizuka Minamoto (源 静香 Minamoto Shizuka?) es amiga y compañera de clase de Nobita, con quien siempre es cariñosa y amable. Es buena estudiante y su condición física es notable, pero por lo general evita participar en las actividades físicas en las que interactúan sus amigos como el baseball y opta por ser solo observadora. Se preocupa por su apariencia y aseo; frecuentemente está tomando baños, una actividad de la que disfruta bastante. Se caracteriza por ser muy tranquila y en contra de los conflictos que incluyan violencia hacia alguien más vulnerable, siendo Nobita en la mayoría de las veces. Su cumpleaños es en mayo, sin fecha específica.[81][75][78][79]

- Suneo Honekawa (骨川 スネ夫 Honekawa Suneo?) es hijo de una familia de clase alta, pero presume mucho de todo aquello que consigue y miente con frecuencia. Sus calificaciones en la escuela son irregulares y aunque físicamente es el de menor estatura en todo el grupo, es el más astuto y calculador. Usualmente adula y hace de brazo derecho para Takeshi en sus cometidos, pero esto es solo una fachada para evitar ser otra de las víctimas del matón. Su cumpleaños es en febrero, sin fecha específica.[82][75][78][79]

- Takeshi Goda (剛田 武 Gōda Takeshi?), apodado por los chicos del barrio como Gian (ジャイアン Jaian?, lit. «Gigante») por su alta estatura y fuerza física, de la que saca provecho para intimidar y atacar a los demás que se le opongan. Es impulsivo, déspota y fácilmente se enfurece cuando algo le incomoda o las cosas no salen como quiere. Frecuentemente hostiga a Nobita, siendo esto el origen de los conflictos en la mayoría de las historias. Tiene una hermana menor llamada Jaiko Goda, a la que quiere mucho y siempre demuestra su preocupación. Le gusta el canto y suele hacer conciertos frente a los otros niños del barrio, pero su desempeño es muy cuestionado. Su cumpleaños es el 15 de junio.[83][75][78][79]

## Producción
Doraemon fue concebido originalmente por Hiroshi Fujimoto luego de una serie de tres eventos. Cuando buscaba ideas para un nuevo manga, deseaba que existiera una máquina que le diera ideas, tropezó con el juguete de su hija y escuchó a dos gatos pelearse en su vecindario. Para establecer la obra y el personaje principal, el autor utilizó varios elementos de su anterior manga, Obake no Q-Tarō —protagonizado por un fantasma que vive con una familia humana—, repitiendo así la fórmula. La idea de Doraemon fue, por tanto, el resultado de numerosas pruebas y errores que ayudaron a encontrar el tipo de manga al que se adaptaba mejor. Al principio, el trabajo no tuvo una buena acogida al ser opacado por mangas de estilo gekiga más populares. Posteriormente, tanto por la evolución de las preferencias de los lectores japoneses como por la creciente popularidad del anime en televisión, el aprecio por el manga aumentó progresivamente y permitió la prolongación de su serialización.
La obra está principalmente dirigida a niños, por ende, Fujimoto optó por representar a los personajes con un estilo gráfico sencillo, basado en formas geométricas básicas, como círculos y elipses. El azul, un color característico del protagonista, fue elegido como color principal porque las revistas infantiles tenían una portada amarilla y un título rojo. El primer logotipo de Doraemon usado en las revistas de Shogakukan, fue diseñado por Ikunobu Akamatsu —quien también trabajó en el logo para Obake no Q-Tarō— y está inspirado en las extremidades de Doraemon.
Para enfatizar el papel de los jóvenes, la acción se lleva a cabo en lugares donde suelen ir los niños en lugar de los adultos, legitimando la existencia de una sociedad basada en su potencial y que todos puedan vivir felices. A lo largo de la serie, a los personajes no se les atribuye evolución alguna; según el autor, «cuando el protagonista de un manga se da cuenta de sus aspiraciones, la obra a la que pertenece deja de ser interesante de inmediato» y, por ello, optó por una estructura cíclica y básicamente infinita, en la que el protagonista «aunque parezca mejorar, en realidad permanece siempre en el mismo estado».
La publicación del manga se detuvo por el fallecimiento de Fujimoto en 1996 y la ausencia de una conclusión definitiva de la obra ha propiciado con el tiempo la creación de numerosas leyendas urbanas. Ryūichi Yagi y Takashi Yamazaki, directores de Stand by Me Doraemon, declararon que «solo hay una historia inicial de Doraemon, mientras que el final ha sido reescrito y modificado varias veces». La editorial Shōgakukan y el estudio Shin-Ei Animation intervinieron difundiendo su propio epílogo oficial en el que Nobita se casa con Shizuka y sigue siendo amigo para siempre de Doraemon que, habiendo cumplido con su misión, regresa al futuro.

## Contenido de la obra

### Manga
Escrito e ilustrado por Hiroshi Fujimoto, entonces asociado con Motoo Abiko bajo el pseudónimo de Fujiko Fujio, inicialmente el manga fue publicado simultáneamente en seis revistas mensuales para niños a partir del 1 de diciembre de 1969 en las ediciones de enero de 1970 de Yoiko (よいこ?), Yōchien (幼稚園?), Shōgaku Ichinensei (小学一年生?), Shōgaku Ninensei (小学二年生?), Shōgaku San'nensei (小学三年生?) y Shōgaku Yon'nensei (小学四年生?). En abril de 1973, el manga comenzó a publicarse también en Shōgaku Gonensei (小学五年生?) y Shōgaku Rokunensei (小学六年生?). Dado que cada revista estaba dirigida a edades específicas, Fujimoto elaboró seis historias diferentes cada mes; esto condujo a la evolución rápida de un estilo de dibujo definitivo. Asimismo, el contenido de la serie fue escrito teniendo en cuenta la diferencia de edad de los lectores. En los grados inferiores, el diálogo es simple y el uso de los artilugios es siempre descrito humorísticamente; en los grados intermedios, la historia y el desarrollo de Nobita se hace más notable, y en los grados superiores, se abordan temas como el cuidado del medio ambiente. Entre diciembre de 1976 y marzo de 1983, el manga se publicó en Terebi-kun (てれびくん?); mientras que desde agosto de 1979, Doraemon comenzó a ser serializado en la revista Gekkan Coro Coro Komikku. En enero de 1980, empezó Dai chōhen Doraemon (大長編ドラえもん?), una serie paralela de 17 historias extensas cuya duración de cada una equivale a un «tankōbon» completo y que han sido la fuente para su posterior adaptación a películas animadas. En 1986, Fujimoto fue diagnosticado de cáncer de hígado; en consecuencia, la periodicidad del manga se redujo considerablemente en los siguientes meses y en 1987 se disolvió de mutuo acuerdo su asociación con Abiko. A partir de entonces firmó sus trabajos en solitario bajo los pseudónimos de Fujiko Fujio (F) hasta 1989 y Fujiko F Fujio desde ese mismo año hasta su fallecimiento, ocurrido el 23 de septiembre de 1996 a causa de una cirrosis hepática provocada por el cáncer. 
| Serialización del manga                                                        | Serialización del manga |
| Revista                                                                        | Período |
| ------------------------------------------------------------------------------ | --- |
| Yoiko (よいこ?)                                                                | número de enero de 1970-número de abril de 1971 Número de octubre de 1972-número de noviembre de 1972 número de febrero de 1973-número de octubre de 1973 |
| Yōchien (幼稚園?)                                                              | número de enero de 1970-número de marzo de 1971 número de octubre de 1972. Número de marzo de 1973 - número de diciembre de 1973 |
| Shōgaku Ichinensei (小学一年生?)                                               | número de enero de 1970-número de marzo de 1974 Número de marzo de 1975 número de septiembre de 1975-número de agosto de 1986 número de abril de 1987-número de mayo de 1987. Número de abril de 1990                                                                                 |
| Shōgaku Ninensei (小学二年生?)                                                 | número de enero de 1970-número de agosto de 1986 número de abril de 1987-número de mayo de 1987 |
| Shōgaku San'nensei (小学三年生?)                                               | número de enero de 1970-número de agosto de 1986 número de enero de 1987-número de mayo de 1987 número de abril de 1989-número de septiembre de 1990 número de diciembre de 1990 número de marzo de 1991-número de abril de 1991 número de julio de 1994-número de septiembre de 1994 |
| Shōgaku Yon'nensei (小学四年生?)                                               | número de enero de 1970-número de julio de 1986 número de abril de 1987-número de mayo de 1987 número de junio de 1988-número de noviembre de 1990 número de enero de 1991 número de marzo de 1991-número de abril de 1991 número de julio de 1994-número de septiembre de 1994       |
| Shōgaku Gonensei (小学五年生?)                                                 | número de abril de 1973-número de julio de 1986 número de abril de 1987 número de abril de 1989-número de diciembre de 1990 número de febrero de 1991 número de julio de 1994-número de septiembre de 1994                                                                            |
| Shōgaku Rokunensei (小学六年生?)                                               | número de abril de 1973-número de julio de 1986 número de abril de 1987 número de abril de 1989-número de diciembre de 1990 número de febrero de 1991 |
| Shōgakukan BOOK (小学館BOOK?)                                                  | número de enero de 1974-número de marzo de 1974 |
| Shōgakusei Bukku (小学生ブック?)                                               | número de mayo de 1974-número de septiembre de 1974 |
| Shōnen Sandē Zōkan (少年サンデー増刊?) Shūkan Shōnen Sandē (週刊少年サンデー?) | número especial del 5 de septiembre de 1975 número especial del 15 de junio de 1976 número especial del 10 de agosto de 1976 número especial del 10 de septiembre de 1976 |
| Terebi-kun (てれびくん?)                                                       | número de diciembre de 1976-número de abril de 1987 número de junio de 1977 número de agosto de 1977 número de mayo de 1979-número de marzo de 1983 |
| Nyūgaku Junbi Shōgaku Ichinensei (入学準備小学一年生?)                         | número de primavera de 1978 |
| Gekkan Koro Koro Komikku (月刊コロコロコミック?)                               | número de agosto de 1979-número de septiembre de 1979 número de julio de 1984 |

Desde 1974 hasta 1996 y con una periodicidad variable, Fujimoto seleccionó por su cuenta las historias para ser recopiladas en tankōbon publicados bajo el sello de Tentōmusi Comics (てんとう虫コミックス?) de Shogakukan. El primer tankōbon se publicó el 31 de julio de 1974, mientras que el cuadragésimo quinto y último tankōbon se publicó el 26 de abril de 1996. La colección completa de 45 tomos recopila 821 historias de las 1345 que Fujimoto escribió en total. Sin embargo, dado que el número de páginas para cada historia en el momento que se publicó en las revistas es distinto y no siempre encaja perfectamente en la cantidad especificada de un tomo, las páginas restantes se utilizan para hacer correcciones o complementar paneles faltantes. Otras modificaciones en esta colección incluyen la sustitución del nombre original heritonbo (ヘリトンボ?) por takekoputā (タケコプター?), errores tipográficos y expresiones inapropiadas se cambiaron con cada reimpresión. Muchos de los títulos de historias que aparecen en los «tankōbon» son diferentes a los que aparecieron en su publicación original y se reutilizaron en los títulos del anime de 1979. En la primera publicación del tomo 45 en abril de 1996, al final decía «Continúa en el tomo 46» (第46巻に続く?), pero por el fallecimiento de Fujiko F Fujio en septiembre del mismo año, la publicación se canceló. Debido a esto, se contabiliza que más de 500 historias no fueron registradas en los 45 «tankōbon» y solo la mitad de estas fueron publicadas en otras colecciones posteriores. Como parte de las celebraciones por el cuadragésimo quinto aniversario de serialización del manga, una distribución en versión digital de todos los 45 tankōbon fue publicada por Shogakukan el 15 de julio de 2015.

#### Otras compilaciones y lanzamientos
Entre el 25 de abril de 2005 y 28 de febrero de 2006, Shogakukan publicó bajo el sello de Tentōmusi Comics una colección de cinco volúmenes con el título Doraemon Plus (ドラえもん プラス?), que contiene 104 historias no registradas en los 45 tankōbon de Doraemon. Un sexto volumen que contiene otras 18 historias inéditas, fue publicado el 12 de enero de 2014. Desde el 17 de julio de 1999 hasta el 2 de septiembre de 2006, bajo el sello de Tentōmusi Comics Special se publicó una colección de seis tomos titulada Doraemon Color Works (ドラえもんカラー作品集 Doraemon Karā Sakuhin-shū?); una versión a color del manga que contiene 119 historias no registradas en el tankōbon original. Una edición bilingüe del manga en japonés e inglés que consta de diez volúmenes titulado «Doraemon: Gadget Cat from the Future», fue publicado por Shogakukan entre 2002 y 2005. Una versión digital a color del manga titulado como Doraemon Dejitaru Karāban (ドラえもん デジタルカラー版?), fue publicado por Shogakukan el 15 de julio de 2015 con un total de 141 volúmenes. Hasta la fecha, la colección más completa que recopila absolutamente todas las historias de Doraemon es Fujiko•F•Fujio Dai Zenshū (藤子・F・不二雄大全集?), publicado desde el 24 de julio de 2009 hasta el 25 de septiembre de 2012 con un total de 20 volúmenes. En conmemoración del quincuagésimo aniversario de la serialización del manga, bajo el sello Tentōmusi Comics fue publicado Doraemon Volumen 0 (ドラえもん　０巻?) el 1 de diciembre de 2019, que recopila las seis versiones diferentes del primer encuentro entre Doraemon y Nobita que se publicaron simultáneamente en las revistas Yoiko, Yōchien, Shōgaku Ichinensei, Shōgaku Ninensei, Shōgaku San'nensei y Shōgaku Yon'nensei.
Fuera de Japón, el manga de Doraemon circuló en varios países asiáticos como Hong Kong, Taiwán, Corea del Sur, Tailandia e Indonesia entre las décadas de 1970 y 1980 pero sus publicaciones fueron ilegales hasta que se formalizó su distribución en dichos países desde la década de 1990. En España, el manga fue publicado por Planeta DeAgostini como «Doraemon, el gato cósmico» desde abril de 1994 hasta mayo de 1997 y cubre algunas historias selectas de las publicadas en los primeros cinco tankōbon originales. Desde el 5 de abril de 2016 hasta el 21 de febrero de 2017, Planeta Cómic publicó la colección «Doraemon Color Works», renombrada como «Doraemon: Edición a Color». En Vietnam, varias historias fueron publicadas extraoficialmente en vietnamita por Kim Dong en 1992 bajo el nombre "Đôrêmon - Chú mèo thông minh" (Doraemon, el gato inteligente). En 1996, el manga se publicó oficialmente en Vietnam. En Estados Unidos, Fujiko F Fujio Pro en colaboración con la editorial de libros electrónicos Voyager Japan y la empresa de traducción AltJapan Co., Ltd., produjeron una versión traducida al inglés del manga a todo color (la misma que fue publicada en Japón con 141 volúmenes en 2015) a través de la plataforma Amazon Kindle y publicado por Shogakukan desde el 22 de noviembre de 2013 hasta el 3 de marzo de 2016 con un total de 200 volúmenes. Esta versión se caracteriza por tener americanización, sustituyendo los nombres originales a la mayoría de personajes y otros elementos japoneses por otros nombres y términos propios de la idiosincrasia estadounidense.

### Anime

#### Serie de 1973
Doraemon tuvo una primera adaptación al anime producida por Nippon TV Dōga, dirigida por Mitsuo Kaminashi y estrenada los domingos a las 19:00-19:30 en la región de Kantō por Nippon TV desde el 1 de abril hasta el 30 de septiembre de 1973 con un total de 26 episodios conformados por 52 segmentos de historias cortas. En esta adaptación, Doraemon fue interpretado inicialmente por Kōsei Tomita entre los episodios 1-13 y posteriormente por Masako Nozawa entre los episodios 14-26.
En sus últimas semanas de estreno, los problemas económicos del estudio —que no tuvo relación de capital con la televisora más allá de solo compartir nombre— terminaron en la disolución de la empresa y la ubicación de cintas maestras estaba envuelta entre varias especulaciones y afirmaciones. Masami Jun, jefe de producción en la serie, creó un sitio web en el año 2004 en donde compartía imágenes e información sobre el proyecto, a la vez que accedía a responder preguntas y conceder entrevistas sobre el tema.
Después de 1973, la serie era retransmitida en televisoras de diferentes prefecturas; su última retransmisión fue en la prefectura de Toyama por Toyama TV desde el 24 de julio de 1979 hasta que por una orden de cese por Shogakukan, su transmisión fue interrumpida el 3 de agosto del mismo año. Según un ex gerente de Shogakukan, cuando la serie se retransmitió en la prefectura de Toyama, Fujiko F. Fujio expresó malestar sobre la serie, alegando que no es fiel a su trabajo y solicitando que se detenga. Sin embargo, en el libro Shichōritsu 15-pāsento o hoshō shimasu! (視聴率15％を保証します!?  lit. «¡Garantizamos una audiencia de 15%!») publicado por Shogakukan en 2014 y escrito por el ex organizador de TV Asahi, Hiroshi Takahashi, se menciona que ejecutivos de TV Asahi solicitaron a Shogakukan el cese de difusión a la versión producida por Nippon TV Dōga, argumentando que existía el riesgo de que los niños «se confundan». Una persona involucrada en ShoPro mencionó que la exposición de la versión de Nippon TV Dōga, «entorpece» la imagen actual de Doraemon y que «no hay necesidad de tener otro más porque la versión de TV Asahi es la única». Como consecuencia de la restricción de Shogakukan, la disponibilidad de esta serie y su licencia es nula, resultando en la falta de información y su distribución comercial por parte del titular de los derechos.

#### Serie de 1979
Una segunda adaptación al anime fue realizada por Shin-Ei Animation, producida por Asatsu-DK y estrenada por TV Asahi desde el 2 de abril de 1979 hasta el 18 de marzo de 2005 con un total de 1047 episodios y 30 especiales compuestos por 1787 segmentos de historias cortas y largas. Desde su estreno en abril de 1979 hasta el 23 de septiembre de 1981, se transmitía en segmentos de seis minutos aproximadamente de lunes a sábado en el horario de 18:50-19:00. Durante este periodo, la serie no tuvo director. Desde el 2 de octubre de 1981, Doraemon cambió de franja horaria a viernes de 19:00-19:30 hasta el 9 de octubre de 1987; se convirtió en una serie semanal de 30 minutos y la duración de los segmentos aumentó a 11 minutos. Desde el comienzo de este periodo hasta el 1 de enero de 1984, la serie fue dirigida por Motohira Ryo. Tsutomu Shibayama asume la dirección desde las historias estrenadas el 6 de enero de 1984 hasta el 18 de marzo de 2005. La serie nuevamente cambia de horario para transmitirse en viernes de 18:50-19:20 desde el 23 de octubre de 1987 hasta el 31 de marzo de 1989. El 14 de abril de 1989, la serie regresa a la franja de 19:00-19:30, esta vez manteniendo un horario estable hasta el 11 de marzo de 2005. En esta versión, Doraemon es interpretado por Nobuyo Ōyama en todos los episodios, especiales y películas producidas durante los 26 años de esta serie.
La serie es distribuida fuera de Japón desde 1982, siendo Hong Kong, Taiwán e Italia los primeros países en transmitirla. En España, la serie de 1979 es gestionada por Luk Internacional desde 1993 y se transmite casi ininterrumpidamente en las televisiones autonómicas desde entonces, pasando por varios canales abiertos y de pago hasta llegar a Boing en 2011. En Hispanoamérica, licenciada por Rose Entertainment en 1999, es transmitida en cada país a partir del 2000, pasando por canales locales como Etc TV, Chilevisión (Chile), Ecuavisa, Teleamazonas (Ecuador), Caracol Televisión, CityTV (Colombia), Canal 5, Unicable (México), Televen y Venevisión (Venezuela), Magic Kids y El nueve (Argentina).
En 1985, Turner Broadcasting System había adquirido licencia de 50 episodios para su difusión en Estados Unidos; sin embargo, la transmisión nunca ocurrió. No obstante, sí se emitieron en inglés 150 episodios de la serie doblados en Quebec, pero esta versión se emitió en 1986 únicamente en Barbados, en la cadena CBC TV8, bajo el nombre The Adventures of Albert and Sidney.
Las primeras denominaciones de Doraemon de las que se tiene registro en español son Robotín y Cósmico, en la serie de 1979 (doblada en México en 1981), y en la película Los cuentos de Pepito (1980), estrenada en cines en México en 1986 y emitida en televisión hasta el 31 de diciembre de 2005, cuando ya se emitía la serie bajo el nombre de 'Doraemon'. La serie también se emitió en algunos países bajo el nombre Las aventuras del gato Cósmico.
En cuanto a películas, también existe un doblaje cubano de las películas Doraemon y el dinosaurio de Nobita (1980) y Doraemon en la tierra secreta (1982), realizado por el ICAIC en la primera mitad de la década de 1980. En el primer doblaje en español latino, se españolizaron todos los nombres de los personajes. Sin embargo, en el doblaje realizado en Cuba, los personajes mantuvieron su nombre original.
En España, la serie se estrenó en las televisiones de la FORTA, llegando a La 2 en 1999, dentro del programa TPH Club. La serie se inició en España emitiéndose todos los días en Telemadrid entre el 23 de diciembre de 1993 y el 30 de abril de 1994 bajo el nombre La banda de Doraemon, el gato cósmico.
Posteriormente, volvió a Telemadrid ya como 'Doraemon, el gato cósmico' a partir del 19 de noviembre de 1994, emitiéndose solo los fines de semana. Canal Sur, por su parte, emitió la serie todos los días a partir del 13 de enero de 1994 bajo el nombre 'Doraemon, el gato cósmico'.
TV3, Canal 9/À Punt, IB3, TVG y ETB han emitido la serie con su propio doblaje.

#### Serie de 2005
Una tercera adaptación al anime es realizada por Shin-Ei Animation, producida por Asatsu-DK y estrenada por TV Asahi desde el viernes 15 de abril de 2005 a las 19:00-19:30. Desde el 5 de octubre de 2019, la serie cambió de horario a sábados de 17:00-17:30. Soichiro Zen fue el director durante los episodios estrenados el 15 de abril de 2005 y el 7 de julio de 2017, mientras que Shinnosuke Yakuwa dirigió los episodios estrenados desde el 28 de julio de 2017 hasta el 9 de marzo de 2018. Actualmente la dirección corre a cargo de Hirofumi Ogura desde el episodio estrenado el 4 de abril de 2020. Doraemon es interpretado por Wasabi Mizuta en esta serie.
En España, la serie de 2005 es gestionada por Luk Internacional y se transmite en la televisión local desde 2009, pasando por algunos canales en abierto y de pago hasta llegar a Boing en 2012. En Hispanoamérica, licenciada por Rose Entertainment en 2014, es transmitida en cada país a partir del 2015, pasando por canales locales como Ecuavisa, Teleamazonas (Ecuador), Etc TV (Chile), Azteca 7 (México) y CityTV (Colombia). En 2014, Fujiko Pro, TV Asahi y Shin-Ei Animation produjeron una versión americanizada de la serie de 2005 en cumplimiento a los estándares de censura en Estados Unidos, donde Disney adquirió derechos para la transmisión de 26 episodios que empezó en el verano del mismo año por el canal Disney XD.

### Películas
En marzo de 1980, Toho distribuyó la primera de una serie de largometrajes animados anuales producidos por Shin-Ei Animation y que en su mayoría son adaptaciones de la serie de manga Daichōhen Doraemon. Las primeras veinticinco películas fueron con base a la serie de 1979, mientras que el resto están relacionadas con la serie de 2005. Las películas correspondientes a la serie de 1979, fueron dirigidas en su mayoría por Tsutomu Shibayama y escritas por Fujiko F. Fujio hasta 1996; después de la muerte del autor, Nobuaki Kishima fue el guionista de las películas restantes. A diferencia del anime de TV, las películas están más orientadas a la acción y la aventura; los personajes, además de tener personalidades cambiadas, exploran toda una variedad de escenarios y sus temáticas a menudo se inspiran en folclore japonés, obras literarias, historia, medio ambiente y tecnología. Actualmente la franquicia ha presentado 40 películas inspiradas en el anime y 2 películas CGI.

### Banda sonora
La banda sonora del anime de Doraemon se compone de una serie de openings y endings que van apareciendo esporádicamente, así como de recopilaciones de los temas que sirven de fondo a la historia. En la serie de 1973, la banda sonora fue compuesta por Nobuyoshi Koshibe. Para la siguiente serie de 1979, Shunsuke Kikuchi compuso la banda sonora de todos los episodios y la mayoría de películas producidas durante ese periodo. Con la producción de una tercera adaptación desde 2005, la banda sonora para los episodios y películas es compuesta por Kan Sawada.
Se han comercializado numerosas colecciones de los temas del anime y películas relacionadas. El 22 de septiembre de 2004, Nippon Columbia lanzó una selección de pistas de las películas de anime de la serie de 1979 titulado Eiga Doraemon 25 shūnen - Doraemon Eiga Shudaika hen (映画ドラえもん25周年 ドラえもん 映画主題歌篇?  lit. «Vigésimo quinto aniversario de las películas de Doraemon - Colección de los temas musicales de las películas de Doraemon»); una reedición de este álbum, que también incluye algunas canciones de películas posteriores a 2005, se lanzó el 1 de abril de 2015 con el título Eiga Doraemon shudaika taizenshū (映画ドラえもん主題歌大全集?  lit. «Colección completa de los temas de películas de Doraemon»). Las canciones pertenecientes a las series de 1979 y 2005 fueron recopiladas por la misma discográfica en el álbum Terebi anime 30 shūnen kinen - Doraemon terebi shudaika taizenshū (テレビアニメ30周年記念 ドラえもんテレビ主題歌全集?  lit. «Celebración del trigésimo aniversario del anime de televisión - colección completa de temas musicales de televisión de Doraemon») lanzado el 25 de diciembre de 2009, y más tarde el 22 de junio de 2011 en la colección Doraemon Twin Best (ドラえもん ツイン★ベスト?). Un sencillo titulado Yume wo Kanaete Doraemon (夢をかなえてドラえもん?), que comprende solo los temas de opening y ending de la serie de anime de 2005, fue lanzado por Nippon Columbia el 4 de julio de 2007.

## Repartos y doblajes

### Serie de 1973

#### Voces
| Personaje        | Actor de voz (Japón)                |
| ---------------- | ----------------------------------- |
| Doraemon         | Kosei Tōmita (1973, 1.ª mitad)      |
| Doraemon         | Masako Nozawa (1973, 2.ª mitad)     |
| Nobita Nobi      | Yoshiko Ōta                         |
| Shizuka Minamoto | Masako Ebisu                        |
| Takeshi Goda     | Kaneta Kimotsuki                    |
| Suneo Honekawa   | Shun Yashiro                        |
| Sra. Nobi        | Noriko Ohara                        |
| Sr. Nobi         | Ichirō Murakoshi                    |
| Maestro          | Osamu Katō (1973, 1.ª mitad)        |
| Maestro          | Masashi Amenomori (1973, 2.ª mitad) |
| Sra. Minamoto    | Yukari Fukui                        |
| Sra. Honekawa    | Kazue Takahashi                     |
| Sewashi Nobi     | Keiko Yamamoto                      |

#### Estudio de grabación
| Estudio de grabación (Japón) |
| ---------------------------- |
| Banmachi Sutaijo             |

### Serie de 1979 y películas

#### Voces
| Personaje          | Actor de voz (Japón)                       | Actor de voz (México, primer reparto) (trabajo redoblado posteriormente, excepto largometraje de 1980) | Actor de voz (México, segundo reparto)    | Actor de voz (España, reparto de Barcelona) (trabajo redoblado por los vascos, excepto primeras películas y canciones de apertura y cierre) | Actor de voz (España, reparto de Vizcaya)          |
| ------------------ | ------------------------------------------ | --- | ----------------------------------------- | --- | -------------------------------------------------- |
| Doraemon           | Nobuyo Ōyama (1979-2005)                   | Héctor Lee (1981-1982)                                                                                 | Ricardo Tejedo (1999-2002)                | Anna Orra (serie de TV: 1993-2000) | Estíbaliz Lizárraga (2001-2008)                    |
| Doraemon           | Nobuyo Ōyama (1979-2005)                   | Héctor Lee (1981-1982)                                                                                 | Irwin Daayán (2002-2011)                  | Eduard Itchart (películas: 2001-2003) | Estíbaliz Lizárraga (2001-2008)                    |
| Nobita Nobi        | Noriko Ohara (1979-2005)                   | Araceli de León (1981-1982)                                                                            | Laura Torres (1999)                       | Assumpta Navascués (serie de TV: 1993-2000/películas: 2001-2003)                                                                            | Nuria Marín Picó (2001-2008)                       |
| Nobita Nobi        | Noriko Ohara (1979-2005)                   | Araceli de León (1981-1982)                                                                            | Araceli de León (1999)                    | Assumpta Navascués (serie de TV: 1993-2000/películas: 2001-2003)                                                                            | Nuria Marín Picó (2001-2008)                       |
| Nobita Nobi        | Hiroko Maruyama (1979, sustituta temporal) | Araceli de León (1981-1982)                                                                            | Ariadna Rivas (1999-2002)                 | Assumpta Navascués (serie de TV: 1993-2000/películas: 2001-2003)                                                                            | Nuria Marín Picó (2001-2008)                       |
| Nobita Nobi        | Hiroko Maruyama (1979, sustituta temporal) | Araceli de León (1981-1982)                                                                            | Rommy Mendoza (2002-2011)                 | Assumpta Navascués (serie de TV: 1993-2000/películas: 2001-2003)                                                                            | Nuria Marín Picó (2001-2008)                       |
| Shizuka Minamoto   | Michiko Nomura (1979-2005)                 | Patricia Acevedo (1981-1982)                                                                           | Cristina Hernández (1999-2011)            | Laura del Bas (serie de TV: 1993-2000) | Sonia Torrecilla (2001-2003/2006-2008)             |
| Shizuka Minamoto   | Michiko Nomura (1979-2005)                 | Patricia Acevedo (1981-1982)                                                                           | Vanessa Garcel (2000, sustituta temporal) | Olga Supervía (películas: 2001-2003) | Fátima Casado (2004-2005)                          |
| Shizuka Minamoto   | Michiko Nomura (1979-2005)                 | Patricia Acevedo (1981-1982)                                                                           | Vanessa Garcel (2000, sustituta temporal) | Olga Supervía (películas: 2001-2003) | Eba Ojanguren (2006, sustituta temporal)           |
| Takeshi Goda       | Kazuya Tatekabe (1979-2005)                | Alfonso Obregón (1981-1982)                                                                            | Luis Daniel Ramírez (1999-2011)           | Nacho de Porrata (serie de TV: 1993-2000/películas: 2001-2003)                                                                              | Alberto Escobal García (2001-2008)                 |
| Takeshi Goda       | Kazuya Tatekabe (1979-2005)                | Alfonso Obregón (1981-1982)                                                                            | Luis Daniel Ramírez (1999-2011)           | Nacho de Porrata (serie de TV: 1993-2000/películas: 2001-2003)                                                                              | Juan Martín Goirizelaia (2007, sustituto temporal) |
| Suneo Honekawa     | Kaneta Kimotsuki (1979-2005)               | Ariadna Rivas (1981-1982)                                                                              | Irwin Daayán (1999-2011)                  | Noemí Bayarri (serie de TV: 1993-2000/películas: 2001-2003)                                                                                 | Antón Palomar (2001-2008)                          |
| Suneo Honekawa     | Naoki Tatsuta (1985, sustituto temporal)   | Ariadna Rivas (1981-1982)                                                                              | Irwin Daayán (1999-2011)                  | Noemí Bayarri (serie de TV: 1993-2000/películas: 2001-2003)                                                                                 | Jaime de Diego (2006, sustituto temporal)          |
| Hidetoshi Dekisugi | Sumiko Shirakawa (1980-2005)               | ¿? | Bruno Coronel (2000-2011)                 | ¿? | Pilar Ferrero (2001-2008)                          |
| Hidetoshi Dekisugi | Sumiko Shirakawa (1980-2005)               | ¿? | Bruno Coronel (2000-2011)                 | ¿? | Ana Begoña Eguileor (largometraje de 2001: 2006)   |
| Jaiko Goda         | Yoshiko Ōta (1979)                         | ¿? | Johanna Cartas (1999-2011)                | ¿? | Maite Mulet (2001-2002)                            |
| Jaiko Goda         | Yoshiko Ōta (1979)                         | ¿? | Johanna Cartas (1999-2011)                | ¿? | Pilar Ferrero (2002-2004)                          |
| Jaiko Goda         | Kazuyo Aoki (1980-2005)                    | ¿? | Johanna Cartas (1999-2011)                | ¿? | Fátima Casado (2001-2003)                          |
| Jaiko Goda         | Kazuyo Aoki (1980-2005)                    | ¿? | Johanna Cartas (1999-2011)                | ¿? | Ana Guadalupe Hernández (2004-2005)                |
| Jaiko Goda         | Kazuyo Aoki (1980-2005)                    | ¿? | Johanna Cartas (1999-2011)                | ¿? | Alazne Erdozia (2006-2008)                         |
| Dorami             | Keiko Yokozawa (1980-2005)                 | ¿? | María Fernanda Morales (2002-2011)        | Julia Chalmeta (serie de TV: 1993-2000) | Maite Mulet (2001-2002)                            |
| Dorami             | Keiko Yokozawa (1980-2005)                 | ¿? | María Fernanda Morales (2002-2011)        | Julia Chalmeta (serie de TV: 1993-2000) | Fátima Casado (2002-2004)                          |
| Dorami             | Keiko Yokozawa (1980-2005)                 | ¿? | María Fernanda Morales (2002-2011)        | Julia Chalmeta (serie de TV: 1993-2000) | Ana Guadalupe Hernández (2004-2005)                |
| Dorami             | Keiko Yokozawa (1980-2005)                 | ¿? | María Fernanda Morales (2002-2011)        | Julia Chalmeta (serie de TV: 1993-2000) | Sonia Torrecilla (2005-2006)                       |
| Dorami             | Keiko Yokozawa (1980-2005)                 | ¿? | María Fernanda Morales (2002-2011)        | Julia Chalmeta (serie de TV: 1993-2000) | Ana Begoña Eguileor (2006-2007)                    |
| Dorami             | Keiko Yokozawa (1980-2005)                 | ¿? | María Fernanda Morales (2002-2011)        | Julia Chalmeta (serie de TV: 1993-2000) | Rosa Romay (2007-2008)                             |
| Sra. Nobi          | Sachiko Chijimatsu (1979-2005)             | ¿? | Magda Giner (1999-2002)                   | Mayte Supervía (serie de TV: 1993-2000/películas: 2001-2003)                                                                                | Pilar Ferrero (2001-2008)                          |
| Sra. Nobi          | Sachiko Chijimatsu (1979-2005)             | ¿? | Rebeca Manríquez (2002-2005)              | Mayte Supervía (serie de TV: 1993-2000/películas: 2001-2003)                                                                                | Ana Begoña Eguileor (largometraje de 2001: 2006)   |
| Sra. Nobi          | Sachiko Chijimatsu (1979-2005)             | ¿? | Yolanda Vidal (2008-2011)                 | Mayte Supervía (serie de TV: 1993-2000/películas: 2001-2003)                                                                                | Ana Begoña Eguileor (largometraje de 2001: 2006)   |
| Sr. Nobi           | Masayuki Katō (1979-1992)                  | ¿? | Alfonso Ramírez (1999-2002)               | Javier Amilibia (serie de TV: 1993-2000/películas: 2002-2003)                                                                               | Héctor Garay (2001-2003)                           |
| Sr. Nobi           | Yōsuke Naka (1992-2005)                    | ¿? | Carlos del Campo (2002-2011)              | Javier Amilibia (serie de TV: 1993-2000/películas: 2002-2003)                                                                               | Víctor Prieto (2003-2008)                          |
| Maestro            | Ritsuo Sawa (1979)                         | ¿? | Enrique Cervantes (1999-2002)             | Fernando González (serie de TV: 1993-2000)                                                                                                  | José María Regalado (2001-2002)                    |
| Maestro            | Osamu Katō (1980)                          | ¿? | Enrique Cervantes (1999-2002)             | Tasio Alonso (largometraje de 1993: 2002)                                                                                                   | José María Regalado (2001-2002)                    |
| Maestro            | Kazuhiko Inoue (1980-1981)                 | ¿? | Jorge Ornelas (2002-2011)                 | Francisco Alborch (largometraje de 2000: 2003)                                                                                              | Víctor Prieto (2002-2008)                          |
| Maestro            | Ryōichi Tanaka (1981-2005)                 | ¿? | Jorge Ornelas (2002-2011)                 | Francisco Alborch (largometraje de 2000: 2003)                                                                                              | Víctor Prieto (2002-2008)                          |
| Sra. Minamoto      | Keiko Yokozawa (1979-1981)                 | ¿? | Belinda Martínez (1999-2002)              | ¿? (serie de TV: 1993-2000) | Fátima Casado (2001-2003)                          |
| Sra. Minamoto      | Keiko Yokozawa (1979-1981)                 | ¿? | Belinda Martínez (1999-2002)              | ¿? (serie de TV: 1993-2000) | Ana Guadalupe Hernández (2004-2005)                |
| Sra. Minamoto      | Masako Matsubara (1981-2005)               | ¿? | Rommy Mendoza (2002-2011)                 | Marta Estrada (largometraje de 1991: 2001)                                                                                                  | Eba Ojanguren (2005, sustituta temporal)           |
| Sra. Minamoto      | Masako Matsubara (1981-2005)               | ¿? | Rommy Mendoza (2002-2011)                 | Marta Estrada (largometraje de 1991: 2001)                                                                                                  | Sonia Torrecilla (2006-2008)                       |
| Sra. Gōda          | Kazuyo Aoki (1979-2005)                    | ¿? | Sara Souza (1999-2005)                    | ¿? | Pilar Ferrero (2001-presente)                      |
| Sra. Gōda          | Kazuyo Aoki (1979-2005)                    | ¿? | Jahel Morga (2005-2011)                   | ¿? | Pilar Ferrero (2001-presente)                      |
| Sra. Honekawa      | Yoshino Ōtori (1979-1991)                  | ¿? | Anabel Méndez (1999-2011)                 | ¿? | Fátima Casado (2001-2003)                          |
| Sra. Honekawa      | Yoshino Ōtori (1979-1991)                  | ¿? | Anabel Méndez (1999-2011)                 | ¿? | Ana Guadalupe Hernández (2004-2005)                |
| Sra. Honekawa      | Mari Yokō (1991-2005)                      | ¿? | Anabel Méndez (1999-2011)                 | ¿? | Eba Ojanguren (2005, sustituta temporal)           |
| Sra. Honekawa      | Mari Yokō (1991-2005)                      | ¿? | Anabel Méndez (1999-2011)                 | ¿? | Sonia Torrecilla (2006-2008)                       |
| Sewashi Nobi       | Yoshiko Ōta (1979-2005)                    | ¿? | Laura Torres (1999)                       | ¿? | Fátima Casado (2001-2005)                          |
| Sewashi Nobi       | Yoshiko Ōta (1979-2005)                    | ¿? | Isabel Martiñón (1999-2002)               | ¿? | Mikel Gandía (2002, sustituto temporal)            |
| Sewashi Nobi       | Yoshiko Ōta (1979-2005)                    | ¿? | Abraham Vega (2002-2011)                  | ¿? | Juan Martín Goirizelaia (2006-2008)                |
| Sr. Kaminari       | Takashi Tanaka (1981)                      | ¿? | Gabriel Cobayassi (1999-2011)             | ¿? | Miguel Ortiz (2001-2008)                           |
| Sr. Kaminari       | Reizō Nomoto (1981)                        | ¿? | Gabriel Cobayassi (1999-2011)             | ¿? | Miguel Ortiz (2001-2008)                           |
| Sr. Kaminari       | Shingo Kanemoto (1985-1990)                | ¿? | Gabriel Cobayassi (1999-2011)             | ¿? | Miguel Ortiz (2001-2008)                           |
| Sr. Kaminari       | Takeshi Watabe (1991-2005)                 | ¿? | Gabriel Cobayassi (1999-2011)             | ¿? | Miguel Ortiz (2001-2008)                           |
| Sunekichi Honekawa | Issei Futamata (1984-2005)                 | ¿? | Uraz Huerta (1999-2011)                   | ¿? | Anselmo Herrero (2001-2007)                        |
| Sunekichi Honekawa | Issei Futamata (1984-2005)                 | ¿? | Uraz Huerta (1999-2011)                   | ¿? | Juan Martín Goirizelaia (2007-2008)                |

#### Estudios de grabación
| Estudio de grabación (Japón) | Estudio de grabación (México, primer reparto) | Estudio de grabación (México, segundo reparto) | Estudio de grabación (España, reparto de Barcelona) | Estudio de grabación (España, reparto de Vizcaya) |
| ---------------------------- | --------------------------------------------- | ---------------------------------------------- | --------------------------------------------------- | ------------------------------------------------- |
| Apu Meguro Studio            | SISSA                                         | Sonomex (1999-2002)                            | VSI-Sonygraf (1993-2000)                            | Mar Digital (2001-2005)                           |
| Apu Meguro Studio            | SISSA                                         | Estudios Candiani (2002-2011)                  | Sonoblok (2001/2002)                                | Domusic TV (2006-2008)                            |
| Apu Meguro Studio            | SISSA                                         | Estudios Candiani (2002-2011)                  | SIC (2002/2003)                                     | Domusic TV (2006-2008)                            |

### Serie de 2005 y películas

#### Voces
| Personaje          | Actor de voz (Japón)                           | Actor de voz (México)               | Actor de voz (España)                            |
| ------------------ | ---------------------------------------------- | ----------------------------------- | ------------------------------------------------ |
| Doraemon           | Wasabi Mizuta (2005-presente)                  | Irwin Daayán (2014-2015)            | Estíbaliz Lizárraga (2009-presente)              |
| Nobita Nobi        | Megumi Ohara (2005-presente)                   | Laura Torres (2014-2015)            | Nuria Marín Picó (2009-presente)                 |
| Shizuka Minamoto   | Yumi Kakazu (2005-presente)                    | Cristina Hernández (2014-2015)      | Sonia Torrecilla (2009-presente)                 |
| Takeshi Goda       | Subaru Kimura (2005-presente)                  | Luis Daniel Ramírez (2014-2015)     | Alberto Escobal García (2009-presente)           |
| Suneo Honekawa     | Tomokazu Seki (2005-presente)                  | Irwin Daayán (2014-2015)            | Antón Palomar (2009-presente)                    |
| Hidetoshi Dekisugi | Shihoko Hagino (2005-presente)                 | Miguel Ángel Leal (2014-2015)       | Pilar Ferrero (2009-presente)                    |
| Jaiko Goda         | Vanilla Yamazaki (2005-presente)               | Rebeca Gómez (2014-2015 )           | Alazne Erdozia (2009-2020)                       |
| Jaiko Goda         | Fushigi Yamada (2012-2013, sustituta temporal) | Rebeca Gómez (2014-2015 )           | Alazne Erdozia (2009-2020)                       |
| Dorami             | Chiaki Fujimoto (2006-presente)                | Lupita Leal (2014-2015)             | Rosa Romay (2009-presente)                       |
| Sra. Nobi          | Kotono Mitsuishi (2005-presente)               | Adriana Casas (2014-2015)           | Pilar Ferrero (2009-presente)                    |
| Sr. Nobi           | Yasunori Matsumoto (2005-presente)             | Agustín López (2014-2015)           | Víctor Prieto (2009-presente)                    |
| Maestro            | Wataru Takagi (2005-presente)                  | Jorge Ornelas (2002-2011/2014-2015) | Víctor Prieto (2009-presente)                    |
| Sra. Minamoto      | Ai Orikasa (2005-presente)                     | Isabel Romo (2014-2015)             | Sonia Torrecilla (2009-presente)                 |
| Sra. Gōda          | Miyako Takeuchi (2005-presente)                | Ruth Toscano (2014-2015)            | Pilar Ferrero (2009-presente)                    |
| Sra. Honekawa      | Minami Takayama (2005-presente)                | Isabel Romo (2014-2015)             | Sonia Torrecilla (2009-2014)                     |
| Sra. Honekawa      | Minami Takayama (2005-presente)                | Isabel Romo (2014-2015)             | Eba Ojanguren (2014-2016)                        |
| Sra. Honekawa      | Minami Takayama (2005-presente)                | Isabel Romo (2014-2015)             | Fátima Casado (2016-presente)                    |
| Sewashi Nobi       | Sachi Matsumoto (2005-presente)                | Laura Torres (2014-2015)            | Juan Martín Goirizelaia (2009-presente)          |
| Sewashi Nobi       | Sachi Matsumoto (2005-presente)                | Laura Torres (2014-2015)            | Fátima Casado (largometraje en 3D de 2014: 2014) |
| Sr. Kaminari       | Katsuhisa Hōki (2005-presente)                 | Armando Coria (2014-2015)           | Miguel Ortiz (2009/2013-2020)                    |
| Sr. Kaminari       | Katsuhisa Hōki (2005-presente)                 | Armando Coria (2014-2015)           | Mikel Gandía (2009-2012/2020-presente)           |
| Sr. Kaminari       | Katsuhisa Hōki (2005-presente)                 | Armando Coria (2014-2015)           | Víctor Prieto (2012-2013)                        |
| Sr. Kaminari       | Katsuhisa Hōki (2005-presente)                 | Armando Coria (2014-2015)           | Juan Carlos Gutiérrez (2020)                     |
| Sunekichi Honekawa | Takumi Yamazaki (2005-presente)                | Ricardo Bautista (2014-2015)        | Juan Martín Goirizelaia (2009-presente)          |

#### Estudios de grabación
| Estudio de grabación (Japón) | Estudio de grabación (México) | Estudio de grabación (España) |
| ---------------------------- | ----------------------------- | ----------------------------- |
| Apu Meguro Studio            | Art Sound México              | Domusic TV (2009)             |
| Apu Meguro Studio            | Art Sound México              | FX-Media (2009-presente)      |

## Temas de apertura y cierre

### Serie de 1973

#### Tema de apertura
| Tema     | Intérprete (Japón) | Primera emisión (Japón) | Última emisión (Japón)   |
| -------- | ------------------ | ----------------------- | ------------------------ |
| Doraemon | Harumi Naito       | 1 de abril de 1973      | 30 de septiembre de 1973 |

#### Tema de cierre
| Tema           | Intérprete (Japón) | Primera emisión (Japón) | Última emisión (Japón)   |
| -------------- | ------------------ | ----------------------- | ------------------------ |
| Doraemon Rumba | Harumi Naito       | 1 de abril de 1973      | 30 de septiembre de 1973 |

### Serie de 1979
En Japón, la serie de 1979 se solía emitir en dos formatos:
- En un bloque de 10 minutos, que se emitía de lunes a sábado desde el 2 de abril de 1979 hasta el 26 de septiembre de 1981. Este no contaba con un tema de cierre.
- En un bloque de 30 minutos, que se emitía los domingos desde el 8 de abril de 1979 hasta el 27 de septiembre de 1981 y, posteriormente, los viernes desde el 2 de octubre de 1981 hasta el 18 de marzo de 2005.[187]

#### Temas de apertura (Bloque de 10 minutos)
| # | Tema            | Intérprete (Japón)       | Primera emisión (Japón) | Última emisión (Japón)   |
| - | --------------- | ------------------------ | ----------------------- | ------------------------ |
| 1 | Doraemon no Uta | Kumiko Ōsugi             | 2 de abril de 1979      | 29 de septiembre de 1979 |
| 2 | Boku Doraemon   | Nobuyo Oyama Koorogi '73 | 1 de octubre de 1979    | 26 de septiembre de 1981 |

#### Temas de apertura (Bloque de 30 minutos)
| # | Tema            | Intérprete (Japón) | Intérprete (España)  | Intérprete (Hispanoamérica)  | Primera emisión (Japón) | Última emisión (Japón)   |
| - | --------------- | ------------------ | -------------------- | ---------------------------- | ----------------------- | ------------------------ |
| 1 | Doraemon no Uta | Kumiko Ōsugi       | Ana Orra             | Maggie Vera                  | 8 de abril de 1979      | 2 de octubre de 1992     |
| 2 | Doraemon no Uta | Satoko Yamano      | Ana Orra             | No doblado en Hispanoamérica | 9 de octubre de 1992    | 20 de septiembre de 2002 |
| 3 | Doraemon no Uta | Tokyo Purin        | No doblado en España | No doblado en Hispanoamérica | 4 de octubre de 2002    | 11 de abril de 2003      |
| 4 | Doraemon no Uta | Misato Watanabe    | No doblado en España | No doblado en Hispanoamérica | 18 de abril de 2003     | 23 de abril de 2004      |
| 5 | Doraemon no Uta | AJI                | No doblado en España | No doblado en Hispanoamérica | 30 de abril de 2004     | 11 de marzo de 2005      |

#### Temas de cierre
| #  | Tema                        | Intérprete (Japón)       | Intérprete (España)                                                 | Intérprete (Hispanoamérica)  | Primera emisión (Japón) | Última emisión (Japón)   |
| -- | --------------------------- | ------------------------ | ------------------------------------------------------------------- | ---------------------------- | ----------------------- | ------------------------ |
| 1  | Aoi Sora wa Poketto sa      | Kumiko Ōsugi             | No doblado en España                                                | No doblado en Hispanoamérica | 8 de abril de 1979      | 27 de septiembre de 1981 |
| 2  | Maru-gao no Uta             | Nobuyo Oyama             | No doblado en España                                                | No doblado en Hispanoamérica | 2 de octubre de 1981    | 30 de marzo de 1984      |
| 3  | Santa Claus wa Doko no Hito | Nobuyo Oyama             | No doblado en España                                                | No doblado en Hispanoamérica | 18 de noviembre de 1983 | 23 de diciembre de 1983  |
| 4  | Boku-tachi Chikyuu-jin      | Mitsuko Horie            | Ana Orra                                                            | Maggie Vera                  | 6 de abril de 1984      | 8 de abril de 1988       |
| 5  | Aozora-tte Iina             | Mitsuko Horie            | No doblado en España                                                | No doblado en Hispanoamérica | 15 de abril de 1988     | 2 de octubre de 1992     |
| 6  | Ashita mo Tomodachi         | Yui Nishiwaki            | No doblado en España                                                | No doblado en Hispanoamérica | 9 de octubre de 1992    | 7 de abril de 1995       |
| 7  | Boku Doraemon 2112          | Nobuyo Oyama Koorogi '73 | Estíbaliz Lizárraga (El año 2112: el nacimiento de Doraemon) (2004) | No doblado en Hispanoamérica | 14 de abril de 1995     | 20 de septiembre de 2002 |
| 8  | Mata Aeru Hi Made           | Yuzu                     | No doblado en España                                                | No doblado en Hispanoamérica | 4 de octubre de 2002    | 11 de abril de 2003      |
| 9  | Tanpopo no Uta              | The Alfee                | No doblado en España                                                | No doblado en Hispanoamérica | 18 de abril de 2003     | 3 de octubre de 2003     |
| 10 | YUME Biyori                 | Hitomi Shimatanu         | No doblado en España                                                | No doblado en Hispanoamérica | 10 de octubre de 2003   | 28 de mayo de 2004       |
| 11 | Aa Ii na!                   | W (Double You)           | No doblado en España                                                | No doblado en Hispanoamérica | 4 de junio de 2004      | 18 de marzo de 2005      |

### Serie de 2005

#### Temas de apertura
| # | Tema                                | Intérprete (Japón)                                                 | Intérprete (España)                                                         | Intérprete (Hispanoamérica)  | Primera emisión (Japón) | Última emisión (Japón)  |
| - | ----------------------------------- | ------------------------------------------------------------------ | --------------------------------------------------------------------------- | ---------------------------- | ----------------------- | ----------------------- |
| 1 | Doraemon no Uta (Tema instrumental) | 12 Girls Band                                                      | N/A                                                                         | N/A                          | 15 de abril de 2005     | 21 de octubre de 2005   |
| 2 | Hagushichao                         | Rimi Natsukawa                                                     | No doblado en España                                                        | No doblado en Hispanoamérica | 28 de octubre de 2005   | 20 de abril de 2007     |
| 3 | Yume wo Kanaete Doraemon            | Mao Himawari Kids                                                  | Nuria Marín Picó                                                            | Annie Rojas                  | 11 de mayo de 2007      | 6 de septiembre de 2019 |
| 3 | Yume wo Kanaete Doraemon            | Mao Himawari Kids                                                  | Lourdes Fabrés (Doraemon y Nobita Holmes en el misterioso Museo del Futuro) | Annie Rojas                  | 11 de mayo de 2007      | 6 de septiembre de 2019 |
| 4 | Himawari no Yakusoku                | Motohiro Hata                                                      | No doblado en España                                                        | No doblado en Hispanoamérica | 1 de agosto de 2014     | 29 de agosto de 2014    |
| 5 | Yume wo Kanaete Doraemon            | Wasabi Mizuta Megumi Ohara Yumi Kakazu Subaru Kimura Tomokazu Seki | No doblado en España                                                        | No doblado en Hispanoamérica | 17 de octubre de 2014   | 28 de noviembre de 2014 |
| 6 | Doraemon no Uta 40th                | Wasabi Mizuta Megumi Ohara Yumi Kakazu Subaru Kimura Tomokazu Seki | No doblado en España                                                        | No doblado en Hispanoamérica | 5 de abril de 2019      | 19 de abril de 2019     |
| 7 | Doraemon                            | Gen Hoshino                                                        | No doblado en España                                                        | No doblado en Hispanoamérica | 5 de octubre de 2019    | 2 de noviembre de 2024  |
| 8 | Yume wo Kanaete Doraemon            | N/A                                                                | No doblado en España                                                        | No doblado en Hispanoamérica | 9 de noviembre de 2024  | Presente                |

#### Temas de cierre
| #  | Tema                          | Intérprete (Japón)                                         | Primera emisión (Japón) | Última emisión (Japón)  |
| -- | ----------------------------- | ---------------------------------------------------------- | ----------------------- | ----------------------- |
| 1  | Odore Dore Dora Doraemon Ondo | Wasabi Mizuta                                              | 5 de agosto de 2005     | 23 de agosto de 2019    |
| 2  | Doraemon Ekaki-uta            | Wasabi Mizuta                                              | 23 de abril de 2010     | 6 de julio de 2018      |
| 3  | F Gumi A I U E O              | Yumiko Kobayashi                                           | 9 de septiembre de 2011 | 5 de julio de 2013      |
| 4  | Ikiteru Ikiteku               | Masaharu Fukuyama                                          | 3 de febrero de 2012    | 31 de diciembre de 2012 |
| 5  | Mirai no Museum               | Perfume                                                    | 11 de enero de 2013     | 3 de mayo de 2013       |
| 6  | Hikari no Shigunaru           | Kis-My-Ft2                                                 | 17 de enero de 2014     | 2 de mayo de 2014       |
| 7  | Untaka Dance                  | Hiroshi Tanahashi Togi Makabe Yoshio Kojima Eva Tsuchidama | 30 de octubre de 2015   | 6 de mayo de 2016       |
| 8  | Sorae                         | Masayoshi Yamazaki                                         | 26 de febrero de 2016   | 22 de abril de 2016     |
| 9  | Boku no Kokoro o Tsukutte yo  | Seiji Kameda                                               | 3 de marzo de 2018      | 28 de abril de 2018     |
| 10 | THE GIFT                      | Dai Hirai                                                  | 22 de febrero de 2019   | 8 de marzo de 2019      |
| 11 | Boku Doraemon 40th            | Wasabi Mizuta                                              | 10 de mayo de 2019      | 31 de mayo de 2019      |
| 12 | Birthday                      | Mr. Children                                               | 11 de enero de 2020     | 3 de octubre de 2020    |
| 13 | Rainbow                       | Masaki Suda                                                | 17 de octubre de 2020   | 31 de diciembre de 2020 |
| 14 | Universe                      | Official HIGE DANdism                                      | 9 de enero de 2021      | Presente                |

### Videojuegos
Numerosos videojuegos con base a la serie son distribuidos exclusivamente en Japón, en varios géneros y para distintas consolas que van desde el Arcadia 2001 de Emerson. En 1983, Bandai produjo Dokodemo Dorayaki Doraemon (どこでもドラヤキドラえもん?), un juego de arcade inspirado en Pac-Man. Un juego homónimo para la plataforma NES, fue desarrollado por Hudson Soft, y con más de 1 150 000 cartuchos vendidos, se convirtió en el décimo videojuego más vendido de Japón en 1986. Doraemon Nobita no Bokujō Monogatari (ドラえもん のび太の牧場物語?  lit. «Doraemon, la historia del rancho de Nobita») lanzado para Nintendo Switch y Windows en 2019, fue el primer juego de Doraemon distribuido en América y Europa bajo el título «Doraemon Story of Seasons».

### Libros complementarios
Existen varios libros y mangas complementarios que tratan sobre el universo de Doraemon, todos publicados por la editorial Shogakukan. «Doraemon Encyclopedia» (ドラえもん百科 Doraemon Hyakka?, lit. «Enciclopedia de Doraemon») es una serie de manga derivada escrita e ilustrada por Yōji Katakura —asistente de Fujiko F. Fujio— y serializada en CoroCoro Comic desde la edición de mayo de 1977 hasta la edición de abril de 1981. Este trabajo explica con más detalle diversos aspectos de la serie que fueron aprobados y usados posteriormente por el mismo Fujimoto en su obra. Fue compilado en dos volúmenes publicados bajo el sello de Tentōmusi Comics el 25 de noviembre de 1979 y el 25 de septiembre de 1980, respectivamente; aunque, ocho historietas fueron excluidas de la recopilación. Este trabajo no debe confundirse con el capítulo especial del mismo título que fue parte del sexto tankōbon publicado el 25 de diciembre de 1974 y que describe a algunos de los Himitsu Dōgu usados en la serie. «Saishin Doraemon Himitsu Hyakka» (最新ドラえもんひみつ百科?  lit. «La última enciclopedia secreta de Doraemon») es un manga derivado escrito e ilustrado por Mitani Yukihiro y serializado en CoroCoro Comic entre abril de 1996 y mayo de 1999. Además de ser una renovación de conceptos respecto al manga anterior, el contenido aborda la ecología de Doraemon, la serie Daichōhen Doraemon, los secretos de los personajes principales y los Himitsu Dōgu por categoría. Se recopiló en dos volúmenes publicados en marzo de 1998 y en junio de 1999, respectivamente.
Un tercer manga enciclopédico titulado «Ketteiban Doraemon Dai Jiten» (決定版 ドラえもん大事典?  lit. «La enciclopedia definitiva de Doraemon»), escrito e ilustrado por Yusuke Isoho, fue publicado en un volumen único el 10 de julio de 2001. Otro manga enciclopédico pero dedicado exclusivamente a los artilugios de Doraemon, escrito e ilustrado por Michiaki Tanaka, fue recopilado en dos volúmenes publicados el 31 de marzo de 2009 y el 13 de marzo de 2013 bajo el título «Doraemon Himitsu Dōgu Hyakka» (ドラえもんまんがひみつ道具百科?  lit. «La enciclopedia de herramientas secretas de Doraemon»). El 5 de diciembre de 1997 se publicó «Do Ra Karte Doraemon-tsū no Hon» (ド・ラ・カルト　ドラえもん通の本?  lit. «Do-ra-culto, el libro conocedor de Doraemon») escrito por el Doraemon Room, que expone a detalle todo tipo de información sobre la serie durante sus 26 años de serialización. En julio de 2006 se publicó «Doraemon Fukayomi Gaido» (ドラえもん深読みガイド?  lit. «Guía de lectura profunda de Doraemon»), una guía con temática cómica que examina el manga e incluye más información no publicada antes. Una nueva guía de temática similar pero titulada como «Doraemon Kōshiki Chōsa Fairu» (ドラえもん公式調査ファイル?  lit. «Archivo de investigación oficial de Doraemon»), fue publicada bajo el sello de Tentōmusi Comics el 12 de diciembre de 2018.

### Musical
Butaiban Doraemon: Nobita to Animaru Puranetto (舞台版ドラえもん のび太とアニマル惑星プラネット?  lit. «Doraemon, el musical: Nobita y el planeta de los animales») fue un musical inspirado en la película homónima de 1990 y que se representó en el Tokyo Metropolitan Art Space desde el 4 hasta el 14 de septiembre de 2008. El director y guionista es Shoji Kokami; el personaje Nobita es interpretado por Makoto Sakamoto, mientras que Reiko Suho interpreta a Shizuka; los roles de Gian y Suneo fueron asignados a Tomohiro Waki y Kensaku Kobayashi, respectivamente. La voz de Doraemon fue proporcionada por Wasabi Mizuta.
El musical fue posteriormente revivido en el Sunshine Theatre de Tokio desde el 26 de marzo hasta el 2 de abril de 2017; luego se volvió a interpretar en otras prefecturas de Japón, incluidas Fukuoka, Osaka, Miyagi y Aichi. El guion y dirección siguen a cargo de Shoji Kokami, mientras que roles como Nobita y Shizuka fueron transferidos a Yuuchi Ogoe y Hina Higuchi respectivamente; Gian y Suneo fueron interpretados por Koki Azuma y Shō Jinnai. La seiyū Wasabi Mizuta continuó expresando al personaje de Doraemon.

## Recepción

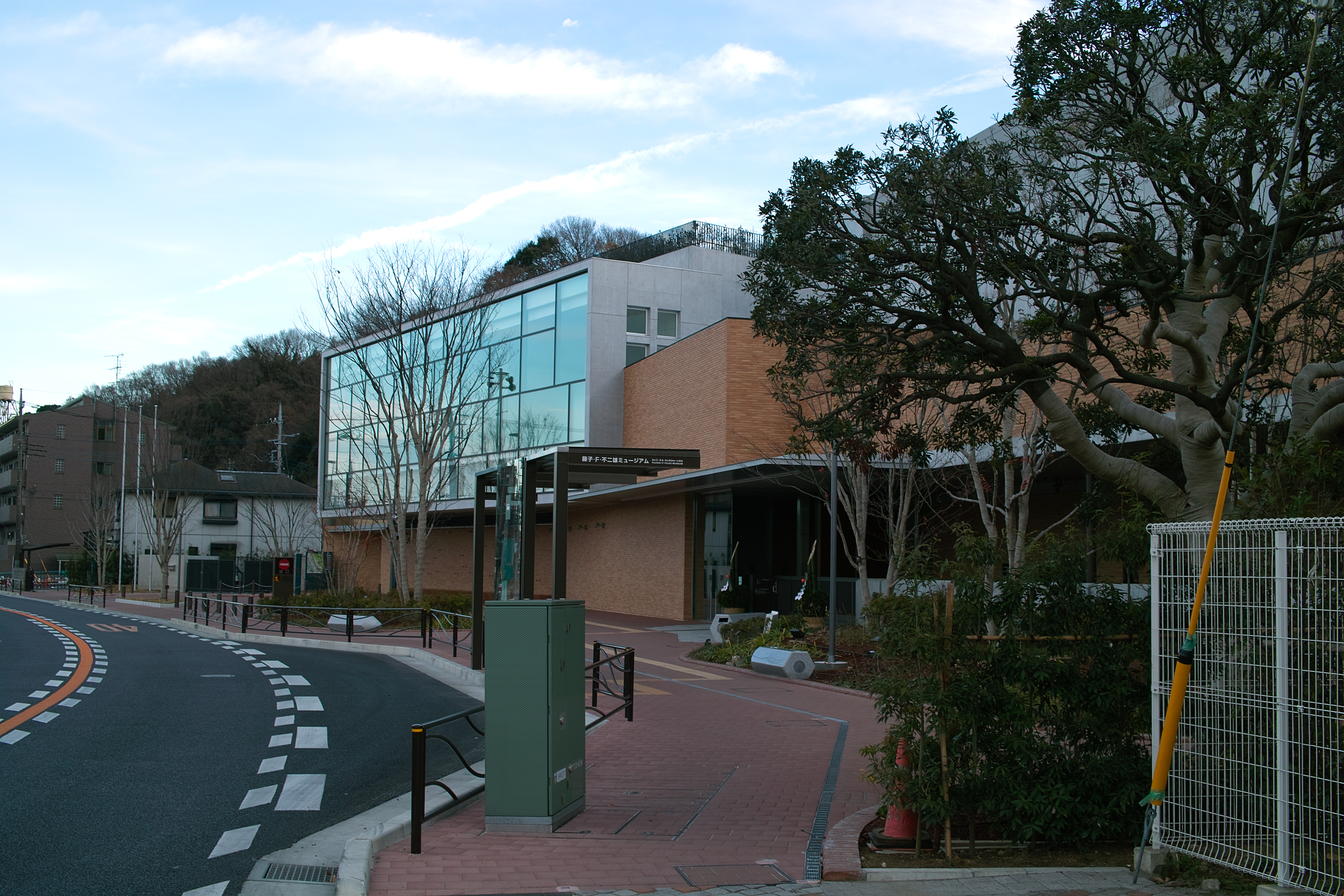
Exteriores del museo dedicado a Fujiko F. Fujio

Doraemon es considerado uno de los mangas más populares de todos los tiempos y un símbolo nacional japonés. La exposición mediática de la serie en los hogares la convirtió en parte de la vida diaria de toda la generación de la posguerra. Debido a su longevidad, continúa atrayendo a las nuevas generaciones de niños, hijos de adultos que habían crecido con las mismas historias. Este éxito se refleja en las ventas de la serie. En 1996, posterior al lanzamiento del cuadragésimo cuarto tankōbon, el manga había alcanzado los 100 millones de copias vendidas en Japón. En 2015, el manga registró 100 millones de copias vendidas en todo el mundo. Al igual que el manga, las series de anime han obtenido una acogida favorable; en concreto, las series de 1979 y 2005 se sitúan constantemente en las listas de las series de anime más seguidas por el público japonés. La serie de 1979 alcanzó una cuota de pantalla de 31.2 %, una de las calificaciones más altas alcanzada por un anime desde 1977. En particular, el estilo de dibujo utilizado para los personajes ha sido apreciado y capaz de despertar ternura en el público; esto ha contribuido de manera significativa a la difusión de personajes kawaii en la cultura japonesa. Por otro lado, las películas alcanzaron el total de 100 millones de entradas vendidas en 2013, convirtiéndola en la mayor franquicia cinematográfica japonesa en cuanto a audiencia, récord que lo ostentaba previamente Godzilla.
La obra también ha tenido un enorme éxito en otros países, tanto que es citado como uno de los casos más emblemáticos del poder blando japonés. Con anterioridad y, a menudo, acompañada de publicaciones piratas, varios editores y distribuidores han comercializado la serie en China, Indonesia, Taiwán, Tailandia y otros países de la región asiática. Solo en Vietnam se vendieron 40 millones de copias, una cifra que fue única en el mercado de cómics del país. En la Conferencia de Edición de Libros de 1993, el Vietnamita Ministerio de Cultura informó que "la publicación de Doraemon es un evento impactante para limpiar el gusto cultural de los niños, tanto jóvenes como adultos". Doraemon también apareció en muchos eventos culturales, el personaje de Doraemon también es el embajador de la Cultura de Japón en Vietnam. Fujiko F. Fujio recibió el premio "Premio al Luchador de la Cultura" del Vietnamita Ministerio de Cultura en 1996. Aunque la serie también se exportó a Occidente, su popularidad es menor y limitada solo a la serie de anime; esto se debe a la opinión de la clase dominante que percibe a la serie como un producto dirigido exclusivamente a niños, el choque cultural y, las subjetivas y estrictas pautas sobre contenidos en la publicación de manga y la transmisión de anime en televisión. No obstante, en países de América del Sur como Ecuador y Colombia, Doraemon consiguió sintonía en sus primeros meses de transmisión.
Doraemon ha obtenido varios premios y reconocimientos. El manga ha sido galardonado dos veces por la Japan Cartoonists Association, recibiendo el Premio a la Excelencia en 1973 y el Premio del Ministerio de Educación en 1994. En 1981, el manga de Doraemon recibió el Premio Shōgakukan en la categoría kodomo, mientras que en 1997 recibió el «Grand Prize» del Premio Cultural Tezuka Osamu. En 2006, según una encuesta realizada a una muestra de ochenta mil personas con motivo del décimo aniversario de la Japan Media Arts Festival, Doraemon está presente en la quinta posición entre los mejores 10 mangas de todos los tiempos. En una encuesta realizada por TV Asahi en 2005 y relacionada con la serie animada más popular de todos los tiempos por el público, Doraemon ocupó el quinto lugar; mientras que, en el ranking del año siguiente, según las opiniones de varias celebridades japonesas, el anime ha ocupado la tercera posición. En un sondeo realizado por Oricon en 2007, Doraemon se ubicó como el segundo personaje de manga más poderoso de todos los tiempos. Una encuesta realizada en 2010 por la Universidad de Tokio, el anime de Doraemon —a la par con la franquicia Dragon Ball— fue escogido como el producto más adecuado para expresar el concepto de Cool Japan en el mundo. Asimismo, en otra encuesta de 2013 realizada por Neo Marketing sobre series recomendadas al público fuera de Japón, Doraemon alcanzó la primera posición, obteniendo el 42,6 % de las preferencias. En una encuesta realizada en 1993, muchos asalariados japoneses afirmaron querer usar la Dokodemodoa para evitar desplazarse a sus trabajos durante las horas pico.

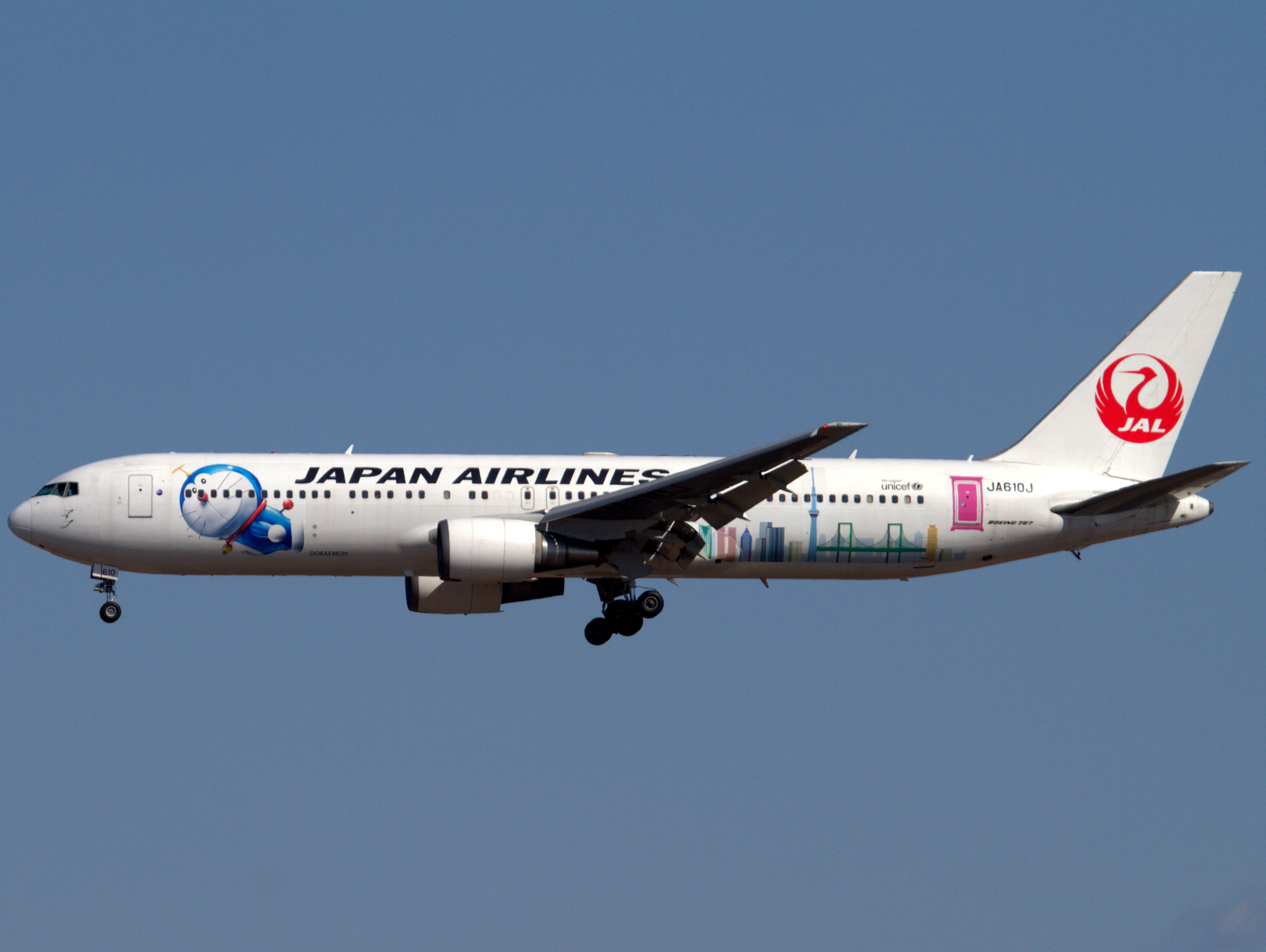
Un Boeing 767 de Japan Airlines decorado con Doraemon

Doraemon fue recibido positivamente por la crítica. Entre los elementos más elogiados se encuentra el optimismo que impregna la obra y la fuerte presencia de elementos fantásticos y ciencia ficción que tienden a representar un mundo en el que el hombre y la tecnología pueden convivir en equilibrio. Al respecto, el crítico Mark Schilling mencionó que «para los niños que tienen vidas extremadamente monótonas, Doraemon representa un aire de libertad y el reflejo de un mundo más divertido y amigable donde todos los sueños, incluso los más tontos, pueden convertirse en realidad». Según el escritor Massimo Nicora, Doraemon «se puede interpretar como una especie de panfleto que crítica, con ironía, la omnipotencia de la ciencia que pretende resolver cada problema con sus artefactos», aludiendo a que los Dōgu de Doraemon suelen acabar haciendo más daño que cualquier otra cosa. Sin embargo, Nicora comentó que la obra representa «la metáfora de la imaginación infantil, que siempre logra encontrar las soluciones más extravagantes y originales en un juego continuo de transformación de la realidad». Elisabetta Scala del Moige, reprochó la pereza y nulo desarrollo de Nobita que «nunca aprende de sus errores»; aunque resaltó otros aspectos de la serie como «la crítica al hostigamiento escolar, la bondad de Nobita y la figura pragmática de Shizuka». El ensayista Mio Bryce comentó que «la historia logra crear un ambiente estable y relajante, bien equilibrado entre la realidad de la vida cotidiana y los factores fantásticos, representados por la presencia tranquilizadora de Doraemon y su bolsillo». Según Leo Ching, el éxito de Doraemon en Asia se debe a que la serie ha reflejado valores comunes del continente como la imaginación y el sentido de la responsabilidad». Asimismo, con motivo del cincuentenario de la obra, la redacción del diario Asahi Shinbun afirmó: «Es seguro decir que la serie de manga 'Doraemon' ya se ha convertido en un clásico contemporáneo. Los mensajes que podemos extraer de él son ricos y amplios».
En Japón, la serie y su personaje principal se han convertido en un icono cultural. Varios críticos han comparado su popularidad con la de Mickey Mouse o Snoopy en Occidente. En Chibi Maruko-chan, serie ambientada en la década de 1970 y semiautobiográfica de Momoko Sakura, se hizo referencias a Doraemon mostrándolo como una serie de manga que era seguida por la protagonista Maruko Sakura. Durante el intermedio de una transmisión especial por TV Asahi el 16 de agosto de 1996, los dos personajes principales de Doraemon son parodiados por Shinnosuke Nohara de Crayon Shin-chan; serie que comparte franja horaria con Doraemon en la misma televisora y producida también por el estudio Shin-Ei Animation. El 22 de abril de 2002, la revista Time Asia lo ubicó entre las veintidós personalidades asiáticas más importantes, denominándolo como «el héroe más lindo del continente». El 19 de marzo de 2008, en una ceremonia oficial, el ministro Masahiko Kōmura nombró al personaje como «embajador del anime» con el objetivo de promover la cultura japonesa y la industria de la animación. El 3 de septiembre de 2011 en la ciudad de Kawasaki, se abrió al público el Museo Fujiko F. Fujio (藤子・F・不二雄 博物館 Fujiko F. Fujio Hakubutsukan?), centrado en el autor y sus obras. En la misma ciudad, el 3 de septiembre de 2012 se realizó un acto con motivo del centenario antes del nacimiento de Doraemon, donde también el personaje recibió la ciudadanía honoraria. El 10 de septiembre de 2014, la revista Comic Heaven de la editorial Nihon Bungeisha publicó el manga Nozoemon (のぞえもん?), escrito e ilustrado por Fujisaki Hikari que consiste en una parodia ecchi de los personajes de Doraemon; más tarde, su serialización fue cancelada por la editorial en la edición del 8 de agosto de 2015, alegando que «el contenido es inapropiado». El personaje Doraemon formó parte de la presentación de los Juegos Olímpicos de Tokio 2020 durante la ceremonia de clausura de los Juegos Olímpicos de Río de Janeiro 2016 realizada el 21 de agosto de dicho año. Entre septiembre de 2016 y marzo de 2017, un Boeing 767-300 de Japan Airlines decorado con la imagen de Doraemon, cubrió la ruta aérea entre Tokio (Narita) y Shanghái (Pudong). En 2018, el director mexicano Guillermo del Toro, declaró que Doraemon fue una de las series que lo inspiró en la creación de la serie 3Below: Tales of Arcadia. Asimismo, el cineasta en más de una ocasión manifestó su estima por la serie de Fujiko F. Fujio, a la que considera como «la mejor serie para niños jamás creada».